# Alice au pays des merveilles (film, 1951)
Pour les articles homonymes, voir Alice au pays des merveilles (homonymie).
Vous lisez un « article de qualité » labellisé en 2010.  Il fait partie d'un « thème de qualité ».
Série Classiques d'animation Disney
Cendrillon
(1950) Peter Pan
(1953)
Pour plus de détails, voir Fiche technique et Distribution.
Alice au pays des merveilles (Alice in Wonderland) est le 17e long-métrage d'animation et le 13e « Classique d'animation » des studios Disney. Sorti en 1951, il est adapté de deux romans de Lewis Carroll : Les Aventures d'Alice au pays des merveilles (Alice's Adventures in Wonderland, 1865) et De l'autre côté du miroir (Through the Looking Glass, 1871), et raconte le voyage d'Alice dans un monde surréaliste et absurde où elle fera la rencontre de personnages fantastiques et loufoques alors qu'elle est à la poursuite d'un curieux lapin blanc.
Sa production débute à la fin des années 1930. Il est alors envisagé de mêler animation et prise de vues réelles, avec Mary Pickford dans le rôle titre. La Seconde Guerre mondiale met le projet en pause. Au milieu des années 1940, Walt Disney opte pour une animation classique, afin de faciliter le travail d'adaptation des romans. Mais le film n'attire pas le public escompté. Les spectateurs, soutenus par la critique, regrettent les libertés prises avec l'œuvre originale. Dans les années 1960, il connaît le succès auprès d'étudiants américains de la mouvance hippie. En 1998, Dave Smith le classe comme « Classique d'animation Disney ».
Les studios Disney ont réalisé deux autres adaptations de l'œuvre de Carroll : les Alice Comedies (1923-1927), série de courts métrages mêlant animation et prise de vues réelles, et deux films en images de synthèse et prise de vues réelles, Alice au pays des merveilles (2010), réalisé par Tim Burton, et sa suite, Alice de l'autre côté du miroir (2016), réalisé par James Bobin.

## Synopsis
Dans un parc, une jeune fille prénommée Alice, juchée sur un arbre, écoute de manière distraite sa sœur Anne lui faire une leçon d'histoire tout en jouant avec son chat Dinah. Elle rêve d'un monde plein de divagation où seuls des livres d'images existeraient. Elle évoque ce monde imaginaire en chanson, allongée dans un champ de pâquerettes. C'est alors que surgit un lapin blanc vêtu d'une veste et portant une montre. Il se plaint d'être en retard et entre dans un terrier, suivi par Alice qui souhaite se joindre à la fête. Elle tombe dans un trou, sa robe servant de parachute, croisant dans sa descente des meubles et des objets flottant dans l'air...
Une fois en bas, elle se retrouve face à une porte dont la poignée parle. La porte étant trop petite, elle doit boire un flacon étiqueté « Buvez-moi » et rapetisse suffisamment pour pouvoir l'emprunter. Mais, ayant oublié la clé sur la table, elle doit manger un biscuit sur lequel est inscrit « Mangez-moi » qui la fait grandir exagérément. Exaspérée par ces changements d'état, elle se met à pleurer et inonde la salle. Elle boit à nouveau une gorgée au flacon dans lequel, à nouveau minuscule, elle tombe avant d'être entraînée par le flot de larmes par le trou de la serrure. Elle se retrouve alors en pleine mer et croise un dodo qui, une fois sur le bord de la plage, chante et fait danser de manière saugrenue des animaux marins. Le Lapin blanc apparaît alors, naviguant sur son parapluie, avant de s'enfoncer dans la forêt.
Toujours à sa poursuite, Alice rencontre Tweedle Dee et Tweedle Dum. Les jumeaux l'invitent à rester avec eux pour une simple question de politesse et lui racontent une histoire pour l'avertir des méfaits de la curiosité : celle des huîtres, du Morse et du Charpentier. Au bord d'une plage, le Morse et le Charpentier devisent sur la vie, le Charpentier voulant balayer le sable de la plage, le Morse préférant manger. Le Charpentier ayant découvert un banc de jeunes huîtres, le Morse lui propose d'en faire leur dîner. Afin de les amadouer, il les convie contre l'avis de leur mère à une balade et un goûter. Tandis que le Charpentier construit à la hâte un restaurant de bric et de broc, le Morse entraîne les huîtres avec sa canne simulant un fifre, tel le Joueur de flûte de Hamelin. Mais alors que le Charpentier apporte les condiments, il s'aperçoit avec fureur que le Morse ne l'a pas attendu pour toutes les gober. Ils se lancent alors dans une course-poursuite que même la nuit n'interrompt pas. Alice rétorque qu'elle n'est pas une huître et que la morale des jumeaux ne la concerne donc pas. Ils entament alors une seconde histoire, celle du père François, qui se solde par le départ en catimini d'Alice.
À la sortie du bois, elle tombe sur la maison du Lapin blanc qui, la prenant pour sa gouvernante Marianne, lui demande d'aller chercher ses gants. Dans la chambre du Lapin, elle ouvre une boite avec des biscuits qui font grandir et en mange un. Devenue brusquement géante, elle détruit la maison. Effrayé par ce qu'il croit être un monstre, le Lapin blanc requiert l'aide du Dodo qui passait par là. Celui-ci propose de sortir Alice par la cheminée. Inopinément arrive Bill le lézard ramoneur portant une échelle. Ce dernier ne voulant pas extraire le « monstre », le Dodo le pousse dans la cheminée. La suie fait éternuer Alice et Bill s'envole dans les airs. Le Dodo propose ensuite de brûler la maison et rassemble tous les meubles pour en faire du bois. Alice décide de manger ce qui lui passe sous la main, à savoir une carotte cueillie dans le potager du Lapin. L'aliment fait effet et Alice rapetisse au point de passer par une échancrure de la porte, se lançant à nouveau à la poursuite du Lapin toujours en retard.
Traversant un champ de fleurs, elle découvre des papillons-tartines-beurrées qui se posent sur une feuille puis un « hippocampapillon ». Les fleurs l'accueillent avec amabilité et décident de chanter une chanson mais, n'arrivant pas à se mettre d'accord, la rose rouge propose Un matin de mai fleuri. Alice est conviée à se joindre au concert. La chanson terminée, les fleurs demandent à Alice sa variété mais le genre humain ne leur étant pas connu, elles l'assimilent à du chiendent et l'expulsent.
Une mélopée et des volutes de fumée attirent alors Alice jusqu'à une chenille qui chante, déclame des vers et fume le narguilé juchée sur un champignon. Les volutes prennent la forme des lettres ou des mots qu'elle prononce. Alice et la Chenille entament une conversation philosophique sur ce que l'on est et qui l'on est. Évoquant son problème de petite taille (10 cm), Alice rend la Chenille furieuse car c'est aussi sa taille. Explosant de rage, la Chenille se transforme en papillon et donne un conseil à Alice : un côté du champignon la fera grandir, l'autre rapetisser. Alice s'exécute et grandit jusqu'à dépasser la cime des arbres et déloger un oiseau et son nid. L'oiseau la prend pour un serpent et l'attaque. Pour s'échapper, Alice mange l'autre côté du champignon et, après deux essais, retrouve une taille normale. Elle décide de conserver les morceaux dans son tablier au cas où.
Poursuivant son chemin dans la forêt, elle tombe sur de nombreux panneaux indicateurs. C'est alors qu'apparaît un sourire, puis des yeux et enfin tout un chat-foin (le Chat de Chester). Il chante une chanson sans queue ni tête et répond à Alice, qui cherche son chemin, que le mieux est d'interroger le Chapelier toqué ou le Lièvre de mars, en indiquant des directions opposées. Suivant son propre chemin, Alice tombe sur la maison du Chapelier où une fête de « non-anniversaire » a lieu. Le Chapelier, le Lièvre de mars et le Loir l'invitent à prendre le thé, à fêter son non-anniversaire et à leur raconter son histoire. Mais la folie de ses hôtes provoque de nombreuses péripéties sans qu'Alice ne puisse boire ou raconter son histoire. C'est alors que le Lapin blanc survient. Le Chapelier informe ce dernier que sa montre retarde et se propose de la réparer à sa manière. Après avoir enlevé les rouages, dents et ressorts, le Chapelier y met du sel, du beurre, du thé, du sucre, de la confiture, du citron (mais pas de moutarde !). La montre devenue folle est calmée par le Lièvre de mars qui l'écrase avec un maillet. Les deux compères jettent ensuite le Lapin blanc hors de la maison, aussitôt suivi par Alice.
Perdue au beau milieu de la forêt de Tulgey, Alice découvre des animaux plus bizarres les uns que les autres dont des oiseaux-marteaux et des oiseaux-crayons qui fabriquent des panneaux indicateurs lui déconseillant de marcher sur les Mome-raths. Ces derniers, des petites créatures poilues, lui indiquent un sentier rouge traversant la forêt qu'Alice décide de suivre. Mais un chien-balai le fait disparaître. Dans un moment de découragement, Alice, qui pense ne plus pouvoir jamais rentrer chez elle, prend conscience de ses erreurs. La curiosité est un défaut, sa sœur l'avait bien prévenue. Le Chat-foin réapparaît alors et lui propose d'aller voir la Reine de cœur, seule à pouvoir lui permettre de rentrer chez elle. Il lui offre même un raccourci, à travers l'arbre sur lequel il est perché.
Alice se retrouve dans les jardins du château, un véritable labyrinthe où des cartes à jouer peignent des rosiers blancs plantés par erreur en rouge, pensant ainsi échapper à la colère de la Reine qui a pour habitude de réclamer la tête de ses contradicteurs. Celle-ci survient alors, précédée par un défilé de cartes. Le Lapin blanc fait office de chambellan, présentant la Reine et le Roi de cœur. Après avoir condamné les jardiniers à être décapités, la Reine propose à Alice, dont l'apparence l'intrigue, une partie de croquet. Les arceaux sont des cartes, les maillets des flamants roses et les boules des hérissons. La partie est truquée par les objets qui craignent pour leur tête et, quand c'est au tour d'Alice de jouer, son flamant fait des siennes. Le Chat de Chester apparaît dans le dos de la Reine et s'arrange pour que le flamant qu'elle tient s'accroche dans ses jupes, provoquant sa chute et dévoilant ses dessous. Alors que, de rage, elle prend Alice pour la coupable et demande son exécution, le Roi obtient un procès pour la forme.
Le Lapin énonce les motifs d'inculpation mais la Reine insiste pour que la sentence soit appliquée avant le jugement. Le Roi intervient à nouveau et appelle les témoins à la barre. Le premier est le Lièvre de mars, suivi du Loir et du Chapelier toqué. Le trio entame une chanson de non-anniversaire pour la Reine et lui offre en cadeau un chapeau qui se révèle en fait être le Chat-foin. Le Loir est pris de frayeur et, dans la confusion générale, la reine est assommée à la place du chat qui se trouvait sur sa tête. Une fois de plus accusée à tort, Alice décide de manger le champignon pour grandir. Mais l'effet est de courte durée et Alice doit fuir dans le labyrinthe, poursuivie par tous les personnages. La course se transforme en danse saugrenue menée par le Dodo puis en parcours du combattant au milieu des tasses sur la table du Chapelier... jusqu'à la porte du début, par la serrure de laquelle Alice se voit endormie au pied de l'arbre. Émergeant de son rêve, elle se réveille et, après un moment de confusion dû à l'apparente incohérence du récit de ses « aventures », sa sœur l'emmène goûter.

## Fiche technique
- Titre original : Alice in Wonderland
- Titre français : Alice au pays des merveilles
- Réalisation : Clyde Geronimi, Wilfred Jackson et Hamilton Luske
- Scénario : Winston Hibler, Ted Sears, Bill Peet, Erdman Penner, Joe Rinaldi, Milt Banta, William Cottrell, Dick Kelsey, Joe Grant, Dick Huemer, Del Connell, Tom Oreb et John Walbridge d'après Lewis Carroll
- Conception graphique :
  - Couleur et stylisme : Mary Blair, John Hench, Claude Coats, Kenneth Anderson et Don Da Gradi
  - Cadrage (Layout) : Mac Stewart, Tom Codrick, Charles Philippi, A. Kendall O'Connor, Hugh Hennesy, Don Griffith, Thor Putnam et Lance Nolley
  - Décors : Ray Huffine, Ralph Hulett, Art Riley, Brice Mack, Dick Anthony et Thelma Witmer
- Animation :
  - Supervision : Milt Kahl, Ward Kimball, Frank Thomas, Eric Larson, John Lounsbery, Ollie Johnston, Wolfgang Reitherman, Marc Davis, Les Clark et Norman Ferguson
  - Animation des personnages : Hal King, Don Lusk, Judge Whitaker, Cliff Nordberg, Hal Ambro, Harvey Toombs, Bill Justice, Fred Moore, Phil Duncan, Marvin Woodward, Bob Carlson, Hugh Fraser et Charles Nichols
    - Non crédité : Art Babbitt

  - Effets spéciaux : George Rowley, Josh Meador, Dan McManus et Blaine Gibson
- Musique : Oliver Wallace
  - Chansons[1]: Bob Hilliard et Sammy Fain (Very Good Advice, In a World of My Own, All in the Golden Afternoon, Alice in Wonderland, The Walrus and the Carpenter, The Caucus Race, I'm late, Painting the Roses Red, March of the Cards), Don Raye et Gene de Paul (T'was Brillig), Mack David, Al Hoffman et Jerry Livingston (The Unbirthday Song), Oliver Wallace et Ted Sears (We'll Smoke the Blighter Out, Old Father William, A-E-I-O-U)
  - Orchestrations : Joseph Dubin
  - Arrangements vocaux : Jud Conlon
- Procédé technique : Ub Iwerks
- Son : C. O. Slyfield (supervision), Harold J. Steck et Robert O. Cook (enregistrement)
- Montage : Lloyd Richardson (film), Al Teeter (musique)
- Production : Ben Sharpsteen
- Société de production : Walt Disney Pictures
- Société de distribution : RKO Pictures
- Budget : 3 millions d'USD
- Pays d'origine :  États-Unis
- Langue originale : anglais
- Format : Couleurs (Technicolor) - 35 mm - 1,37:1 - Son mono (RCA Sound System)
- Durée : 75 minutes
- Dates de sortie : 
  - Royaume-Uni : 26 juillet 1951 ;
  - États-Unis : 26 juillet 1951 (première à New York), 28 juillet 1951 (sortie nationale)
  - France : 21 décembre 1951
- Affiche : Boris Grinsson (France)

Sauf mention contraire, les informations proviennent des sources concordantes suivantes : Leonard Maltin, Pierre Lambert,, John Grant et Jerry Beck

## Distribution

### Voix originales
- Sterling Holloway : Cheshire Cat (le Chat de Chester)
- Ed Wynn : Mad Hatter (le Chapelier fou[6])
- Jerry Colonna : March Hare (le Lièvre de mars)
- Richard Haydn : Caterpillar (la Chenille)
- Verna Felton : Queen of Hearts (la Reine de Cœur)
- J. Pat O'Malley : Tweedle Dee / Tweedle Dum / The Walrus (le Morse) / The Carpenter (le Charpentier)
- Bill Thompson : White Rabbit (le Lapin blanc) / Dodo
- Heather Angel : Alice's sister (la Sœur d'Alice)
- Joseph Kearns : Doorknob (la Poignée de porte)
- Larry Grey : Bill the Lizard (Bill le lézard)
- Dink Trout : King of Hearts (le Roi de cœur)
- Kathryn Beaumont : Alice
- James MacDonald : Dormouse (le Loir)

### Voix françaises
On dénombre deux doublages français pour ce film :
- 1er doublage « original » (1951) ;
- 2e doublage (1974).

Source : Les Grands Classiques Disney

#### 1erdoublage(1951)
- Marie-Claire Marty : Alice
- Yves Furet : le Chat de Chester
- Marcel Carpentier : le Chapelier fou
- Germaine Kerjean : la Reine de cœur
- George Hubert : Tweedle Dee / le Roi de cœur
- Jean Brochard : Dodo
- Marcel Rainé : le Morse
- Camille Guérini : Tweedle Dum / le Charpentier
- Paul Villé : le Lapin blanc
- Gilberte Aubry : Anne, la sœur d'Alice
- Jacques Beauchey : la Poignée de la porte / le Chenille

#### 2edoublage(1974)
- Séverine Morisot : Alice
- Roger Carel : le Chat de Chester dit « Chat-fouin »[N 2]
- Guy Piérauld : le Lapin blanc
- Jacques Ciron : le Chapelier toqué[N 3]
- Claude Rollet : le Lièvre de mars
- Philippe Dumat : la Chenille
- Paule Emanuele : la Reine de cœur
- Teddy Bilis : le Roi de cœur
- Jacques Balutin : Tweedle Dum
- Albert Augier : Tweedle Dee
- André Valmy : le Morse
- Gérard Hernandez : Le Charpentier
- Jean-Henri Chambois / Pierre Laurent (phrase redoublée en 2002) : Dodo
- Évelyn Séléna : la Sœur d'Alice
- Georges Atlas : la Poignée de porte
- Francis Lax : Bill le lézard
- Linette Lemercier : le Loir

## Distinctions

### Nominations
- Mostra de Venise 1951 : Sélection officielle en compétition
- Oscars 1952 : Meilleure musique de film

## Sorties cinéma
Sauf mention contraire, les informations suivantes sont issues de l'Internet Movie Database.

### Premières nationales
- Royaume-Uni : 26 juillet 1951 au Leicester Square Theater de Londres[9]
- États-Unis : 26 juillet 1951 (première à New York) ; 28 juillet 1951 (sortie nationale)
- Argentine : 17 août 1951
- Italie : 6 décembre 1951
- Pays-Bas : 6 décembre 1951
- Finlande : 21 décembre 1951
- France : 21 décembre 1951
- Danemark : 26 décembre 1951
- Norvège : 26 décembre 1951
- Suède : 26 décembre 1951
- Mexique : 1er janvier 1952
- Philippines : 22 juillet 1952 (Davao)
- Allemagne de l'Ouest : 17 décembre 1952
- Japon : 19 août 1953
- Autriche : 14 décembre 1953
- Espagne : 17 avril 1954

### Ressorties principales
- Allemagne de l'ouest : 9 mars 1984
- Espagne : 3 octobre 1980
- États-Unis : 15 mars 1974, 3 avril 1981
- Finlande : 21 mars 1975
- France : 19 mars 1975, 24 mars 1982[10]
- Italie : 13 mars 1970
- Japon : 14 juillet 1973, 18 juillet 1987
- Norvège : 4 mai 2002

## Sorties vidéo
- 1981 - VHS avec format 4/3 (plein écran)
- 1986 - VHS avec format 4/3
- 14 octobre 1986 - VHS (Québec)
- 1990/1992 - VHS avec format 4/3, avec mélange des deux premiers doublages français
- Automne 1991 - VHS (Québec) avec mélange de deux doublages français
- 1993 - VHS avec format 4/3
- 1993- LaserDisc avec format 4/3
- 1994 - VHS (Québec)
- 1996 - VHS avec format 4/3, avec mélange de deux doublages français
- 4 juillet 2000 - VHS et DVD (Québec) dans la collection « Classique or » avec un mélange de deux doublages français
- 2000 - DVD avec format 4/3
- 26 juillet 2002 - VHS et DVD avec format 4/3 et doublage de 1974 incluant À travers le miroir
- Janvier 2004 - DVD (Québec)
- 6 avril 2005 - DVD avec format 4/3, avec doublage de 1974 incluant À travers le miroir
- 20 avril 2011 - Blu-Ray avec format 4/3 et doublage de 1974 incluant À travers le miroir

## Origine et production
À la fin des années 1930, après le succès de Blanche-Neige et les Sept Nains (1937), les studios Disney finalisent plusieurs projets importants tels que Pinocchio, Fantasia et Bambi et se lancent dans de nombreux autres. Les trois principales productions entamées à cette époque sont Cendrillon, Alice au pays des merveilles et Peter Pan,,. En raison de nombreux éléments, dont les conséquences de la Seconde Guerre mondiale, les contraignant à retrouver une certaine rentabilité avec des productions à faible coût, les studios Disney sont forcés de repousser ces projets durant la décennie des années 1940 pour se tourner vers des longs métrages d'animation conçus comme des compilations de courts ou de moyens-métrages.

### Premières adaptations
Walt Disney avait déjà adapté les romans de Lewis Carroll dès les années 1920 dans sa série de courts métrages, Alice Comedies, initiée en 1923 par Alice's Wonderland,,,. Il s'inspire pour cela d'un procédé mis au point par Max et Dave Fleischer en 1919 avec la série Out of the Inkwell : des acteurs réels entourés par de l'animation. Bien que cette série soit une adaptation très libre des livres de Carroll, Disney appréciait l'idée d'une jeune fille vivant dans ses rêves et ne comprenant pas pourquoi le monde était si étrange.
En juin 1932, Roy Oliver Disney, frère de Walt, s'intéresse aux droits d'adaptation d'Alice et apprend que l'œuvre est tombée dans le domaine public. En 1933, Disney envisage de refaire Alice avec des actrices comme Mary Pickford ou Ginger Rogers,,,, et acquiert dans cette optique les droits des illustrations de John Tenniel,, (David Koenig date l'achat de l'année 1931, Neal Gabler donne lui l'année 1938 lors d'un voyage en Angleterre où Roy Disney aurait également négocié ceux de Peter Pan,) mais le projet n'a pas de suite. Koenig explique cet arrêt par la sortie du Alice au pays des merveilles (1933) réalisé par Norman Z. McLeod pour la Paramount. Robin Allan suggère que, d'un côté, Paramount espérait profiter ainsi du centenaire de la naissance de Carroll (en 1932) et de l'autre, comme Disney n'avait pas encore décidé du format de sa production, il n'aurait pas bloqué à temps les droits [d'adaptation] ainsi que le veut la pratique aux États-Unis (même pour les œuvres dans le domaine public). D'autres studios reprennent aussi le concept d'Alice, ainsi dans Betty in Blunderland (1934), c'est Betty Boop qui est confrontée au Pays des merveilles.
Assez vite, Disney se rend compte que les illustrations de Tenniel sont très difficiles à utiliser pour des personnages animés, à part comme source d'inspiration graphique. Grant évoque le fait que les dessins de Tenniel comportent trop de lignes et qu'ils sont trop plats, l'animation requérant un dessin plus rond. Pour Leonard Maltin, l'utilisation de ces illustrations n'aurait pas répondu aux attentes du public de Disney.
En 1936, les studios produisent un court métrage inspiré par le second tome des aventures d'Alice avec pour héros Mickey Mouse et intitulé lui aussi De l'autre côté du miroir,,,,. Charles Salomon évoque également une adaptation en court-métrage du poème Jabberwocky de Carroll, jamais réalisé et conservé dans les archives des studios mais qu'il considère comme contemporain des derniers projets de Silly Symphonies, soit vers 1936-1937.
Robin Allan indique que d'autres projets sont développés simultanément, dont le Rip Van Winkle de Washington Irving, auteur dont Disney adapte plus tard la célèbre Légende de Sleepy Hollow dans Le Crapaud et le Maître d'école (1949). Selon Dick Huemer, Walt était également extrêmement intéressé par Le Hobbit, le roman de J. R. R. Tolkien, paru en 1937. Le développement d'Alice ne reprend qu'après l'échec de ce projet en 1938. Disney dépose un dossier en ce sens auprès de la Motion Picture Association of America,. Il évoque à la même époque la possibilité d'agrandir le studio d'Hyperion avec un plateau de tournage plus grand pour filmer les prises de vues de référence, servant de base aux animateurs pour créer les mouvements des personnages, de Alice au pays des merveilles et Peter Pan (1953).

### Une œuvre difficile à adapter
Même si les livres surréalistes de Lewis Carroll ont souvent été portés à l'écran, l'histoire d’Alice au pays des merveilles s'avère difficile à adapter car elle est très marquée par la culture britannique avec son humour nonsense, ses jeux de mots et ses longues tirades. Or l'histoire, apparemment décousue, cadre mal avec la narration linéaire traditionnelle du cinéma. Comme voulu par l'auteur, il n'y a pas de progression logique des événements dans l'œuvre de Carroll, raison première de l'écriture des différents livres sous un pseudonyme : de son vrai nom Charles Lutwidge Dodgson, il était pasteur, professeur de mathématiques et auteur de livres d'algèbre, donc officiellement dépositaire d'une certaine raison. De plus, Michael Barrier constate que Disney a pu se servir de Blanche-Neige comme modèle pour faire Cendrillon, mais ce modèle n'a été d'aucune aide pour Alice.
D'après une interview accordée en 1963 à Bob Thomas, Walt Disney déclare qu'à l'époque de la production, il ne parvient pas à développer sa passion coutumière de conteur car il éprouve un manque de sentiment dans l'œuvre. Marc Davis évoque en particulier le problème du personnage d'Alice : « Alice en elle-même ne nous offrait rien pour travailler. Vous prenez une jeune fille, vous la mettez dans une boite de cinglés et vous n'avez rien. Vous ajoutez son chat, toujours rien. Elle n'a rien d'autre à faire que de se retrouver face à une [situation] folle, l'une après l'autre, et cela jusqu'à la fin [de l'histoire]. » Afin d'estomper cela, Disney souhaite faire passer le personnage au second plan ou introduire une histoire d'amour avec le Chevalier blanc. Des recherches graphiques sont même entreprises, le personnage développé ressemblant au futur seigneur Pélimore de Merlin l'Enchanteur (1963), mais devant l'insistance de ses collaborateurs, Disney abandonne ces idées qui se seraient trop éloignées de l'histoire originale,,.
En tant que monument littéraire, l'œuvre est en effet sous la surveillance de nombreux puristes prêts à la défendre contre les altérations excessives. Charles Salomon explique que les contes de fées sont plus faciles à adapter que les œuvres littéraires : ainsi « vous mettez un loup, une petite fille, vous faites dire à cette dernière qu'il a « de grands yeux » et le public accepte le film comme une adaptation du Petit Chaperon rouge ». En revanche, avec Alice puis Peter Pan, on découvre que les critiques et les spectateurs peuvent ne pas accepter les libertés prises avec certains classiques littéraires. Par exemple, un élément souvent reproché aux adaptations cinématographiques antérieures d'Alice est le fait que le personnage n'eût pas d'accent britannique. Walt Disney qui avait d'abord indiqué qu'il souhaitait qu'Alice ait un accent « international », cède à la pression en choisissant finalement la jeune Anglaise Kathryn Beaumont (qui prête également ensuite sa voix à Wendy dans Peter Pan).
Autre difficulté : à l'inverse de la « simplicité » du personnage d'Alice, l'œuvre de Carroll est très riche avec pas moins de 80 personnages. Devant l'impossibilité de les présenter tous dans un long métrage, même au rythme d'un par minute,, nombre d'entre eux ont été supprimés comme la Simili-tortue, le Griffon et le Chevalier blanc. De même, Humpty Dumpty, emprunté par Carroll à une comptine populaire mais présent dans le second tome, n'a pas été retenu car trop volubile. Ses propos ont été réattribués partiellement au Chapelier fou et au Lièvre de mars. Quant au Jabberwocky, ses dialogues sont repris en partie par le Chat du Cheshire. Enfin, les quatre reines ont été fusionnées en la seule Reine de cœur.

### De nombreux scénarios…
Afin de tenter de résoudre tous ces problèmes, Walt Disney mobilise de nombreux auteurs. Selon Beck, le département scénario tournait en rond tandis que Walt faisait des cauchemars. Ainsi, une analyse de 161 pages a été écrite par un des scénaristes du studio pour aider au développement du film et diffusée aux équipes en date du 6 septembre 1938,. Allan identifie l'auteur de cette analyse comme Al Perkins. L'analyse décompose chapitre par chapitre et scène par scène l'œuvre de Carroll. Son auteur préconise de « changer radicalement [l'histoire] [...] et d'oublier la majeure partie du matériel de Carroll. » mais aussi que « si on souhaite faire un film à succès, il faut insuffler l'esprit du livre à l'écran plutôt que de reproduire plus ou moins l'apparence des personnages. »
Bien que Michael Barrier déclare que Disney n'aurait achevé de lire le livre qu'en mars 1939, selon Robin Allan, Walt le commente ainsi dans une réunion du 10 décembre 1938 : « Lorsque vous vous penchez dessus et que vous l'analysez, vous vous rendez compte que c'est un livre destiné aux gens de son époque. Un livre « loufoque ». De nos jours, cela semble daté et dérisoire. » Le 14 janvier 1939, Disney souhaite que « le film soit comique... comique pour le public américain » mais « qu'Alice reste une Anglaise. »
Le 22 mars 1939, il demande que les dessins de Tenniel, originellement à la plume, soient mis en couleurs pour les rendre plus fascinants. Les premières esquisses pour Alice sont présentées le 6 mai 1939 et s'apparentent aux illustrations de Tenniel. Bill Martin témoigne de la réunion : « À la minute où nous avons commencé, cela a ressemblé au personnage des illustrations de Tenniel mais on avait perdu le personnage de Tenniel. »
Entre mars 1939 et juin 1940, David Hall réalise des esquisses préparatoires (plus de 400 selon Allan) pour Alice et Peter Pan mais qui ne sont pas utilisées,. Il s'inspire des dessins de Tenniel de l'édition de 1865 mais aussi de celles d'Arthur Rackham de l'édition de 1907. Gordon Legg réalise aussi des aquarelles et des gouaches pour les personnages d'Alice, de la Simili-tortue et du Griffon. Les premiers storyboards de 1939 sont assez proches de l'histoire d'origine mais ajoutent quelques péripéties telles que la bouteille de « poison » qui parle ou l'interruption de la fête de non-anniversaire par le Lapin blanc qui chute de vélo et casse ses lunettes.
Le 20 septembre 1939, lors d'une visualisation d'un storyboard, Walt semble pris à son propre piège, et pense qu'ils n'arriveront jamais à mettre au point le scénario, ses meilleures œuvres ayant été réalisées après avoir soigneusement appréhendé les personnages. En novembre 1939, Disney semble avoir perdu ses ambitions pour le film et déclare : « Je ne pense pas que cela portera préjudice de laisser cela ainsi. Tout le monde est fatigué... Nous devrions rester proches d’Alice et faire en sorte que cela ressemble et sente pareil. » Le 27 juin 1941, Walt Disney écrit à un ami que les problèmes économiques du moment le poussent à suspendre temporairement la production de plusieurs films (Cendrillon, Alice et Peter Pan) au profit de productions moins coûteuses.

### … et de nombreux scénaristes
Vers 1941, Disney évoque à nouveau l'idée d'utiliser des acteurs réels en raison de problèmes avec l'animation et commence à chercher de l'aide à l'extérieur de ses studios. Selon Joe Grant, il contacte notamment le romancier d'anticipation Aldous Huxley, Frank S. Nugent et d'autres auteurs new-yorkais. Pour Grant, malgré l'épisode de la Chenille, proche des expérimentations d'Huxley [sur lui-même] avec des hallucinogènes, la contribution du romancier à Alice est inexistante. Selon une interview en 1945 de Huemer, Huxley a participé à la première des cinq réunions préliminaires à l'élaboration du scénario et n'est jamais revenu,. Michael Barrier compare cette participation d'Huxley à celle de Dali : « ces associations n'ont abouti à rien. » Robin Allan mentionne toutefois l'existence d'un scénario écrit par Huxley, daté de 1945 et conservé dans les archives Disney, « une histoire longue et complexe avec une reine cruelle » qu'il considère comme un scénario trop sombre pour Walt.
L'un des scénaristes potentiels, Maurice Rapf, refuse le projet objectant que « [l'histoire] dépend beaucoup trop de l'imagination du lecteur ». La date de cette affirmation n'est pas connue mais on peut l'envisager à la fin de l'été 1944, date à laquelle Disney décide de transférer Rapf sur le scénario de Cendrillon à la suite des problèmes avec Dalton Reymond l'autre scénariste de Mélodie du Sud. Un scénario de 1945, rédigé par Cap Palmer s'approche plus du voyage de Dorothée dans Le Magicien d'Oz (1900), Alice cherchant à retrouver son chaton Dinah qui poursuit le Lapin blanc. Cette version transformait Dinah en Chat de Chester et seule la Reine de cœur pouvait rompre le sort. Alice est arrêtée par la reine pour avoir volé des tartes et c'est grâce au chat que le coupable est démasqué durant le procès : il s'agissait du premier témoin à charge, le Chevalier. Palmer a, par la suite, révisé son scénario faisant de Dinah un comparse du Lapin blanc.
En 1945, Disney, qui hésite encore entre animation pure et mélange avec prises de vues réelles, annonce que l'actrice Ginger Rogers sera la vedette du film,. Peu de temps après, en raison de la signature d'un contrat avec la jeune actrice Luana Patten qui joue dans Mélodie du Sud (1946), un communiqué l'annonce comme vedette de l'adaptation,,. Fin 1945, afin d'étoffer le scénario, l'équipe de scénaristes décide d'utiliser des personnages du second tome des aventures d'Alice, De l'autre côté du miroir (Through the Looking-Glass, 1871) tels que les jumeaux Tweedle Dee et Tweedle Dum,. Le film utilise également quelques éléments d'un poème de Lewis Carroll, Jabberwocky, en particulier quand Alice marche seule dans la forêt et qu'elle voit des créatures poilues, les mome-raths. Certains personnages sont pressentis mais finalement pas retenus comme Humpty Dumpty, le Lion et la Licorne. Un autre scénario de Palmer, pour une version avec acteurs, daté du début de 1946 ajoute le personnage de Lewis Carroll qui raconte à Alice une histoire tandis qu'elle s'endort.
Ce n'est qu'à la fin de l'année 1946 que le studio décide que son adaptation d'Alice sera exclusivement en animation,. Un scénario non daté proposait de transformer la scène des portes en une scène de palais des glaces. La bouteille de poison devenue un personnage nommé Dr Bottle aurait eu une scène de métamorphose en psychiatre, médecin de foire, chimiste et vendeur de soda, principe préfigurant en quelque sorte le Génie d’Aladdin (1992). Ce personnage conçu pour éviter un long monologue a été remplacé par un autre ayant la même fonction, la Poignée de porte.
Au printemps 1947, avec les bonnes critiques de Mélodie du Sud (1946), le projet Alice est réintégré à la liste des films en production, sortant donc de celle des projets en sommeil. Malgré cela le projet n'est pas achevé, des idées présentes dans certains scénarios n'étant abandonnées que tardivement comme la scène de la Simili-tortue et du Griffon encore prévue dans une version de 1949. En effet, si Disney mentionne dans le rapport annuel de sa société publié fin 1947 son intention de sortir Alice aux pays des merveilles dans les années qui suivent, dès le début de l'année 1948, il est décidé de donner la priorité au projet de Cendrillon qui avance plus vite et qui devient ainsi le premier long métrage d'animation Disney à histoire unique à sortir depuis Bambi en 1942 (ceux sortis entre 1943 et 1949 étant soit des compilations, soit des mélanges animation-prise de vue réelle). Ce retournement résulte sans doute de la mésentente — d'ordre financier — entre Walt et son frère Roy, ce dernier considérant alors Alice et Peter Pan comme peu attirants pour le public par rapport à Cendrillon et trop chers.

### Des musiques aussi nombreuses que les scénarios
Le développement des musiques et chansons rythmant le film, nécessaires à l'animation, s'avère tout aussi complexe. Alors que l'œuvre originale n'en donne pas l'occasion, l'équipe de Disney agrémente l'histoire de scènes musicales où les personnages chantent. Pour David Koenig, ces ajouts non nécessaires ont été réalisés afin de transformer l'œuvre originale en un « film Disney ». Tim Hollis et Greg Ehrbar rappellent que la musique joue une part importante dans le succès des productions Disney. Ces propos renforcent l'idée qu'il existe un « canon » Disney, une recette-formule produisant un « Classique ». Koenig liste 24 chansons écrites avant 1946 avec leur scène associée, évoquant chacune différents scénarios.
Au début de la production, les compositeurs-maison Oliver Wallace et Frank Churchill composent des ballades sirupeuses jusqu'à ce que Walt Disney décide de supprimer les scènes romantiques impliquant Alice. La mort en 1942 de Churchill permet de dater ces chansons à la période de la première phase de production, entre 1938 et 1941.
En 1947, Walt confie la mission d'écrire les chansons à Mack David, Al Hoffman et Jerry Livingston,, tous trois issus de la Tin Pan Alley, déjà à l'œuvre sur Cendrillon. Au trio, s'ajoutent Bob Hilliard, Sammy Fain, Gene de Paul et Don Raye.
En 1949, pas moins de quarante chansons ont été composées pour le film mais seulement quatorze seront conservées dans la version finale, dont certaines d'à peine une minute,. Hollis et Ehrbar remarquent que la plupart des chansons retenues ont été composées par Sammy Fain et Bob Hilliard. L'une d'elles intitulée Beyond the Laughing Sky, écrite par Sammy Fain et devant semble-t-il illustrer une scène de nuages prenant des formes animalières et végétales, sera finalement utilisée avec de nouvelles paroles dans Peter Pan sous le titre La Deuxième Étoile (The Second Star to the Right). Jimmy Johnson écrit que Sammy Fain et Bob Hilliard ont composé une bonne bande son pour le film mais la première sortie du film n'a pas été un succès au détriment des ventes de disques.

#### Bande originale
Lors de la sortie du film, aucune bande originale n'était prévue et RCA Victor a édité un album narré par Kathryn Beaumont et des acteurs du film en 1951.
Un problème de licence a empêché la sortie d'une version Disney car Decca Records avait publié en 1949 un album chanté par Ginger Rogers des textes de Lewis Carroll sur une musique de Frank Luther. Quand Jimmy Johnson et Tutti Camarata lancèrent le label Disneyland Records en 1956, ils éditèrent des bandes originales mais pas pour Alice, sauf quelques chansons sur des compilations. La première bande originale d'Alice au pays des merveilles date de 1957, après l'achat des droits à Decca, avec une particularité technique de n'avoir qu'une seule et unique piste sur chaque face.
- Pays du merveilleux (Alice in Wonderland) - Chœur
- Dans le monde de mes rêves (In a World of My Own) - Alice
- Je suis en r'tard (I'm late) - Le Lapin blanc
- Je suis l'mat'lot (The Sailor's Hornpipe) - Dodo
- La Course saugrenue (The Caucus Race) - Dodo et Chœur
- Votre santé est bonne (How d'Ye Do and Shake Hands) - Tweedle Dee et Tweedle Dum
- Le Morse et le Charpentier (The Walrus and the Carpenter) - Tweedle Dee et Tweedle Dum
- Le Père François (Old Father William) - Tweedle Dee et Tweedle Dum
- On va griller le monstre (We'll Smoke the Blighter Out) - Dodo et le Lapin blanc
- Un matin de mai fleuri (All in the Golden Afternoon) - Les Fleurs et Alice
- A-E-I-O-U (The Caterpillar Song) - La Chenille
- C'est l'heure où le long crocodile (How Doth the Little Crocodile) - La Chenille
- Les Rhododendroves (T'was Brillig) - Le Chat de Chester
- Un joyeux non-anniversaire (The Unbirthday Song) - Le Lièvre de mars, le Chapelier fou et Alice
- Fais dodo (Twinkle Twinkle) - Le Loir
- Ce que je dois faire (Very Good Advice) - Alice
- Peignons les roses en rouge (Painting the Roses Red) - L'As, le 2 et le 3 de Trèfle et Alice
- Qui ose peindre mes roses en rouge? (Who's Been Painting My Roses Red?) - La Reine de Cœur
- Un joyeux non-anniversaire (The Unbirthday Song) (reprise) - Le Lièvre de mars, le Chapelier fou, La Reine de Cœur et Alice
- Pays du merveilleux (Alice in Wonderland) (reprise) - Chœur

#### Chansons non utilisées
- Beyond the Laughing Sky - Alice (remplacée par In a World of My Own. La mélodie est devenue, en 1953, celle de La Deuxième Étoile dans Peter Pan)
- Dream Caravan - la Chenille (remplacée par A-E-I-O-U)
- I'm Odd - le Chat de Chester (remplacée par T'was Brillig)
- Beware the Jabberwock - Chœur (personnages supprimés)
- So They Say - Alice
- If You'll Believe in Me - le Lion et la Licorne (personnages supprimés)
- Beautiful Soup - la Simili-tortue et le Griffon (personnages supprimés)
- Everything Has A Useness

### Aspect graphique
Si l'adaptation du roman s'avère problématique, au moins le choix de l'animation permet-il de résoudre les problèmes de décors contrairement aux films en prises de vues réelles. L'aspect graphique du film doit beaucoup aux esquisses préparatoires de Mary Blair, nommée directrice artistique à la place de David Hall, mais aussi à Ward Kimball qui a supervisé l'animation des scènes du Chapelier fou et du Lièvre de mars, de Tweedle Dee et Tweedle Dum et du Chat de Chester.
Mary Blair a influencé la plupart des longs métrages d'animation Disney de la période 1943-1953. Ses esquisses, en particulier la gamme de couleur et l'aspect graphique, semblent souvent avoir été reprises directement dans le film. Elle a été assistée pour la couleur par John Hench et Claude Coats mais aussi par Ken Anderson et Don DaGradi.
Plusieurs auteurs évoquent l'influence de Salvador Dalí, qui collabore à partir de 1946 au projet Destino. Grant mentionne la scène des fleurs qui chantent dans Alice mais aussi la séquence Bumble Boogie de Mélodie Cocktail (1948). Brode considère qu' « Alice rêve d'un monde daliesque ».
Le film dans son ensemble fait usage de combinaisons de couleurs peu courantes et d'un dessin assez moderne afin de donner une sensation de folie et de loufoquerie.

### L'animation
Selon les indications de Robin Allan, l'âge de Kathryn Beaumont lors du tournage des prises de vues de référence à partir desquelles a été modelée Alice, l'animation aurait débuté vers 1948. Michael Barrier évoque des prises de vues réparties entre le 22 juin 1949 et le 2 novembre 1950. Encore sous la supervision de Walt Disney, l'animation d’Alice est souvent perçue comme le travail le plus précis de l'histoire des studios Disney. Mais à cause des difficultés inhérentes au scénario, la production a été répartie entre les réalisateurs des cinq séquences du film, provoquant selon Beck « une fragmentation narrative ».
Le film débute différemment de la plupart des longs métrages de Disney adaptant des contes de fées : il n'a pas de livre d'histoire qui s'ouvre. Après une vue plongeante où Douglas Brode reconnaît le Londres victorien dans les grands édifices de la scène d'ouverture, derrière les arbres de ce qu'il assimile à Hyde Park, on découvre Alice et sa sœur qui referme un livre de contes. Le paysage pastoral a été soigneusement représenté et ne comporte pas d'erreurs topologiques à l'inverse de La Mare aux grenouilles, dans Le Crapaud et le Maître d'école (1949). La suite du film offre une animation plus riche que Cendrillon. Douglas Brode note un fait étrange dans les productions Disney des années 1950 et 1960. Plusieurs films débutent par un plan général de Londres suivi d'un mouvement de caméra plongeant : Alice au pays des merveilles, Peter Pan, Mary Poppins et Les 101 Dalmatiens.
La scène de la chute d'Alice dans le trou du Lapin blanc a été animée par Eric Larson et possède « une grâce dans le mouvement et un rythme qui fait défaut ailleurs. » La scène d'Alice emprisonnée dans une bouteille animée par Joshua Meador a nécessité, malgré le talent de l'équipe des effets spéciaux, l'ajout de bulles car elle posait un problème d'échelle du fait de l'absence d'arrière-plans. Alice aurait en effet pu être dans une bouteille géante et non réduite à une taille minuscule.
La scène des insectes-lunettes et de l'oiseau-miroir, inspirée par De l'autre côté du miroir, avait déjà été envisagée pour un court-métrage de Donald Duck intitulé La Loca Mariposa initialement prévu pour juin 1944 mais abandonné. Dans ce film, assez proche des courts métrages inclus dans les compilations Saludos Amigos (1942) et Les Trois Caballeros (1945), Donald devait incarner un lépidoptériste.

### Les personnages
Le film comprend de très nombreux personnages dont certains n'apparaissent que quelques secondes. John Grant dans son Encyclopédie des personnages d'animation Disney n'en retient qu'une petite vingtaine, les principaux.

#### Alice, sa sœur et le chat Dinah

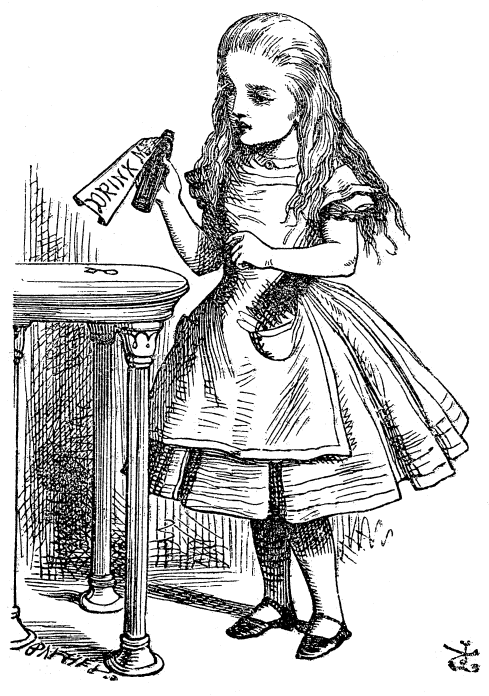
Alice, illustration de John Tenniel (1865).

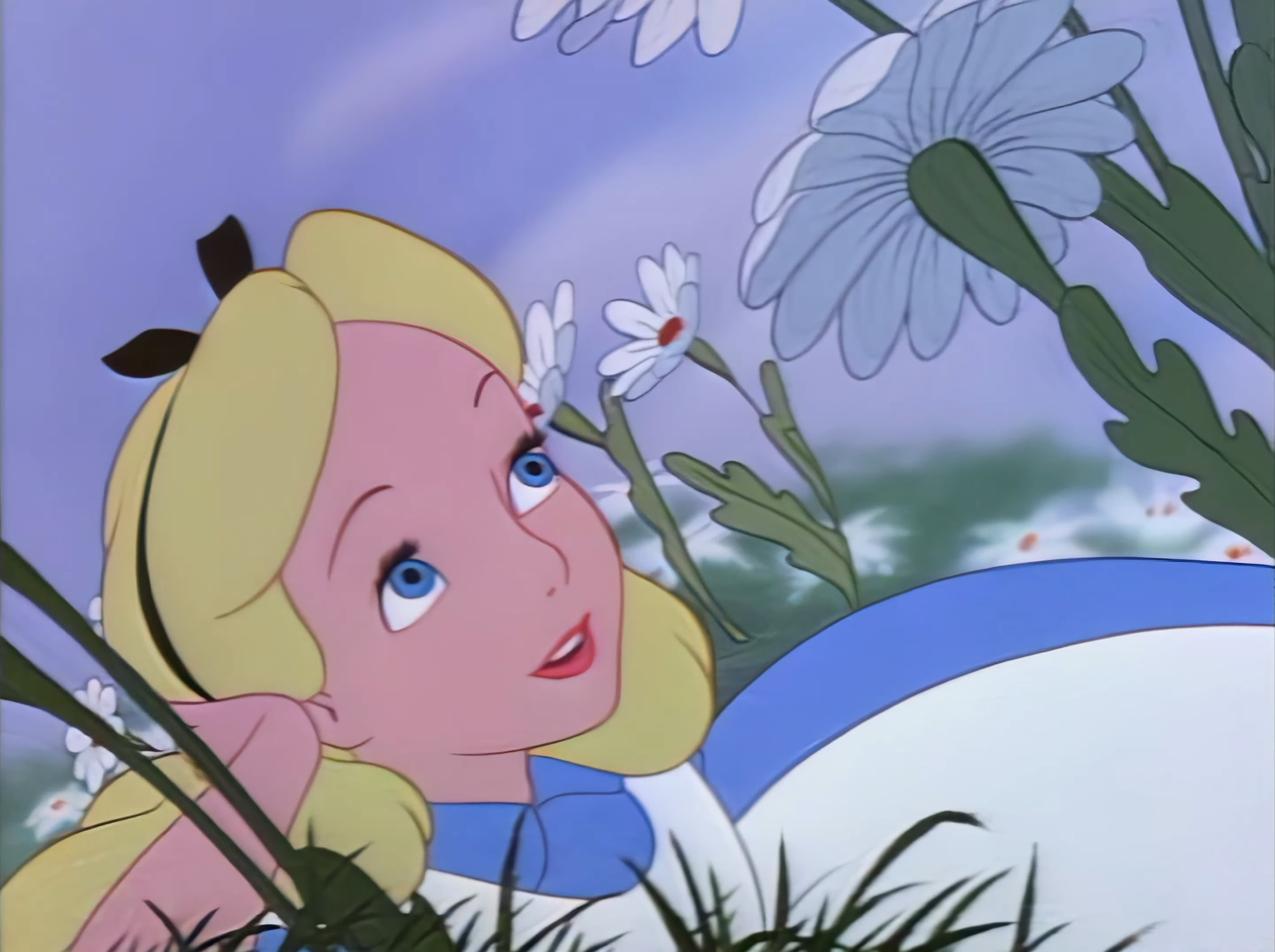
Alice par le studio Disney.

Pour Walt Disney, Alice est « une enfant d'aujourd'hui, curieuse de tout et n'importe quoi. C'est sa curiosité qui lui fait vivre ces fabuleuses aventures. » Elle n'est toutefois pas une héroïne romantique comme Blanche-Neige ou Cendrillon mais une jeune écolière victorienne légèrement guindée. Elle ne réagit pas « par peur d'être une victime des méchants [potentiels] du film mais par exaspération. »
Le personnage d'Alice a été animé sous la supervision de John Lounsbery avec la participation d'Ollie Johnston, Marc Davis et Milt Kahl. La méthode déjà utilisée sur Blanche-Neige et les Sept Nains et Cendrillon, a été reprise pour Alice : des acteurs ont été filmés en noir et blanc en pré-production et ce film a servi de base à l'animation des personnages et des scènes du film. C'est la jeune actrice britannique Kathryn Beaumont, alors âgée de 10 ans, qui est choisie pour incarner Alice. Puis, grâce à la rotoscopie, les animateurs décalquent son image pour s'en servir de base à l'animation. L'âge de Kathryn permet d'estimer la production de ce film à la fin de l'année 1948, début 1949, et d'en déduire le début de l'animation.
En 1950, Kathryn Beaumont est également choisie pour donner sa voix au personnage, même si elle possède, selon Grant, quelques défauts, passant d'un accent anglais sur-joué à l'accent des hauts dignitaires écossais. Elle n'en a pas moins été retenue pour servir aussi de modèle et donner sa voix à Wendy Darling dans Peter Pan, développé à la même époque.
La grande sœur d'Alice, n'apparaît qu'au début et à la fin du film et sa voix originale est celle d'Heather Angel. Elle a des cheveux bruns et semble un peu sévère mais pas nécessairement sans cœur. Brode note que, son lien avec Alice n'étant pas cité dans les dialogues, elle n'est identifiable comme telle que grâce à une connaissance de l'œuvre originale ou au générique, sinon elle pourrait aussi bien être sa (jeune) mère ou une gouvernante.
Le chat Dinah (ou la chatte, si on se base sur le prénom féminin) provient en réalité du livre De l'autre côté du miroir et ne participe au film qu'au début et à la fin du voyage cauchemardesque au Pays des merveilles. Ce chaton est basé, malgré sa robe brune-rousse, sur les traits de Figaro dans Pinocchio, mais il n'a pas les oreilles touffues du chaton noir et blanc de Geppetto, puis plus tard de Minnie Mouse.

#### Le Lapin blanc et la Poignée de porte

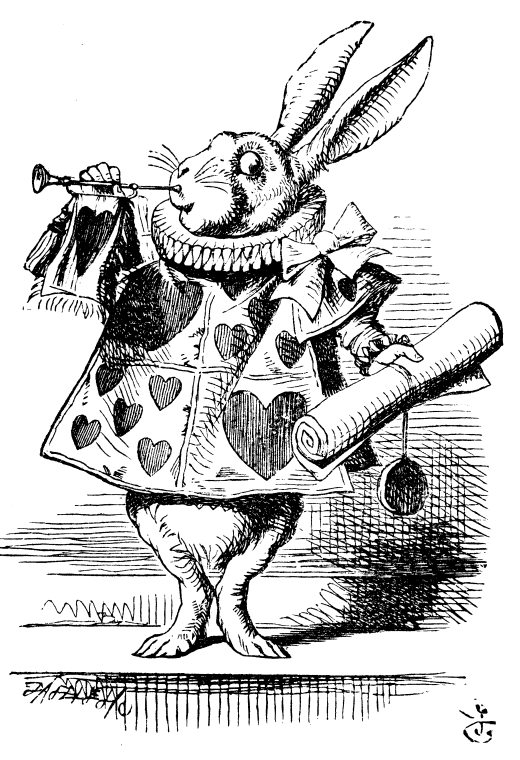
Le Lapin blanc, illustration de John Tenniel (1865).

Le Lapin blanc est le personnage du film se rapprochant le plus de ceux imaginés par Carroll et Tenniel. Pour Grant, cela s'explique par le fait qu'il est « un non-personnage », la chimère qu'Alice poursuit sans raison. Sa principale caractéristique est sa crainte d'être en retard, une forme de course contre la fuite du temps, ses propos et ses actions en subissant les conséquences. En dehors de regarder régulièrement sa montre et se plaindre du temps qui passe, Grant ne note que deux autres sentiments : le premier est une certaine inquiétude vis-à-vis de sa montre après la « réparation » du Chapelier fou ; l'autre est son rôle de clerc pris très au sérieux pour le procès. Il est animé par Wolfgang Reitherman, également responsable du Lézard et du Dodo.
La Poignée de porte (Doorknob) est le seul personnage à ne pas apparaître chez Lewis Carroll. Grant s'interroge sur son absence chez Carroll tellement il semble faire partie du Pays des merveilles. Ce personnage animé par Frank Thomas,, et joué par Joseph Kearns bénéficie du script comique et de sa participation à l'action, prenant Alice sous son aile. Pour Grant, ce personnage avec sa joyeuse camaraderie est plus proche de Dingo que Grignotin, un personnage ajouté par Disney au monde de Winnie l'ourson. Son animation a nécessité beaucoup d'attention car, ne bougeant pas de sa place, la moindre erreur de taille aurait été très visible. Le contour doit rester exactement le même, à la petite exception des traits au niveau des yeux. La poignée — le nez — doit elle aussi conserver sa forme mais donner l'impression de pouvoir être tournée. Afin de renforcer l'éloquence et la solennité de sa voix, les lèvres — le trou de la serrure — se meuvent très lentement.

#### Le Chapelier fou, le Lièvre de mars et le Loir

« The Mad Tea Party », illustration de John Tenniel (1865).

La scène du thé (Mad Tea Party en anglais), aussi appelée scène du « non-anniversaire », met en scène le Chapelier fou (également appelé « Chapelier toqué » dans certaines adaptations, dont le deuxième doublage français), le Lièvre de mars et le Loir. C'est un grand moment du film qui, malgré des différences avec l'œuvre originale, a été bien accepté par les critiques. Le Chapelier fou et le Lièvre de mars sont les deux premiers personnages de Disney à avoir été conçus d'après le caractère et la physionomie des acteurs qui leur ont donné leur voix : Ed Wynn pour le Chapelier fou, et Jerry Colonna pour le Lièvre de mars. L'animation de cette séquence est réalisée par Ward Kimball et colle parfaitement aux répliques des personnages,,.
La présence du Chapelier dans l'œuvre de Carroll serait motivée par un fait réel : les chapeliers usant de mercure pour leur travail de confection contractaient des syndromes psychotiques (pour plus de détails, voir Fou comme un chapelier). Le sigle 10/6 sur son chapeau est son prix, 10 shillings et 6 pences, qu'il a oublié d'enlever. Pour le tournage des scènes de référence, Ed Wynn n'arrivait pas à suivre le script conçu par les scénaristes et défilant sur un prompteur. Après plusieurs prises et une certaine insatisfaction, il proposa de désactiver le prompteur et de jouer le script de mémoire à sa façon. Le résultat dépassa les attentes de l'équipe en matière de comique et de folie. Malgré les nombreux bruits de fond de cette version-test, Walt ordonna aux techniciens du son de se débrouiller pour l'intégrer au film, ce qui fut fait.
Le Lièvre de mars est presque aussi fou que le Chapelier mais comme il se place un peu en retrait dans l'action, il pourrait sembler moins atteint. La raison de sa présence dans l'œuvre de Carroll est due à l'expression « Mad as a march hare », utilisée pour désigner le comportement des lièvres à la saison des amours,.
Le troisième larron, le Loir, est aussi étrange mais encore plus étranger à l'action que le Lièvre de mars, sa principale caractéristique étant de dormir dans une théière. Il ne parle quasiment pas à part après l'explosion du gâteau de non-anniversaire. Le reste du temps c'est le frémissement de son museau qui fait office de parole.

#### Le Chat du Cheshire et la Chenille

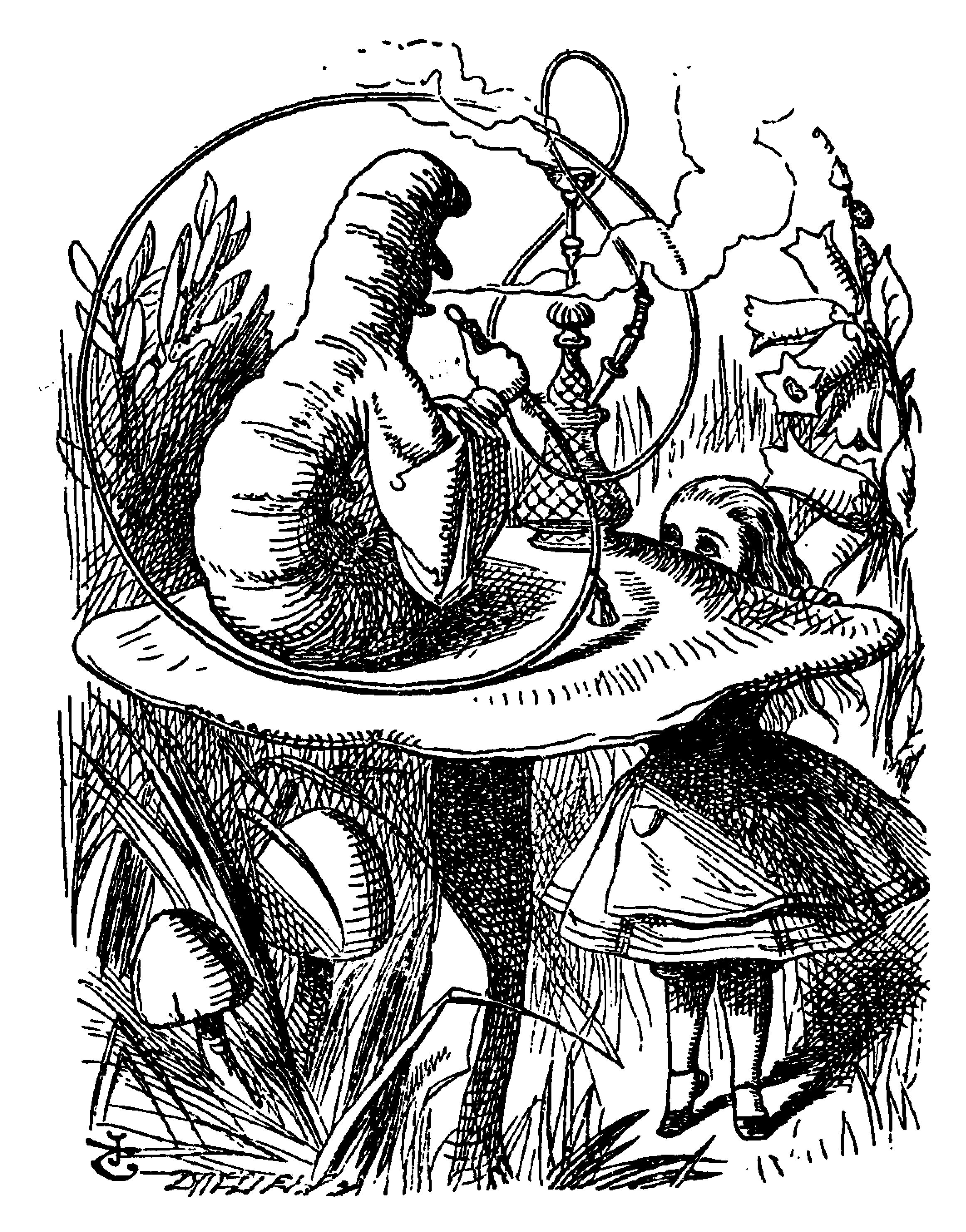
La Chenille, illustration de John Tenniel (1865).

Le Chat du Cheshire ou Chat de Chester est un chat à la robe constituée de rayures roses et violettes pouvant se mouvoir et disparaître comme des bandages sur son corps, et au sourire enjôleur aussi large qu'un croissant de lune. Sa voix originale, sifflante, est celle de Sterling Holloway et son animation a été supervisée par Ward Kimball et Eric Larson. Kimball avait réalisé peu de temps avant celle de Lucifer dans Cendrillon (1950), d'où la similitude physique entre les deux félins.
Son nom est un hommage de Lewis Carroll au comté de Cheshire, où il est né. L'appellation francophone alternative « chat de Chester » fait usage du nom archaïque du comté, peut-être plus facile à prononcer pour des non-anglophones. D'après Thomas et Johnston, il est basé sur un des plus anciens et célèbres fromages anglais, le Cheshire (ou Chester). Jeff Kurtti explique que sa faculté de disparaître est inspirée de la tradition de modeler le fromage en forme de chat souriant et de le consommer à partir de la « queue » (talon), ne laissant petit à petit que le « visage ».
C'est l'un des personnages les plus connus du film ; il combine magie et folie dans des situations pleine d'imaginaire. Lors d'une conférence en 1974 pour la Lewis Carroll Society, Brian Sibley déclare que le Chat de Chester est l'une des plus belles créations de Disney, sentiment de nombreux employés des studios de l'époque. Pour Ward Kimball, « le seul élément réellement fou dans le film, c'est le chat de Chester ! [...] Parce que comparé aux gesticulations incessantes et générales des autres personnages, il affiche une attitude complètement décontractée. » À l'opposé, Grant estime que le personnage s'éloigne trop de l'original. Il voit dans le Chat de Chester un deus ex machina qui tente d’accaparer la vedette en intervenant tout au long de l'intrigue, mais pas pour les bonnes raisons. Ainsi, il commet un méfait et laisse Alice être jugée pour cela, ce qui fait dire à Grant que le Chat de Chester aurait pu être « un grand personnage mais n'est qu'un nuisible ». Thomas et Johnston hésitent à le classer dans les méchants, même s'il provoque assurément bien des soucis à Alice.
La Chenille, qui se transforme en papillon à la fin de la scène, est interprétée par Richard Haydn qui lui donne, selon Sibley, une forme de « pédanterie britannique ». Le personnage a été animé par Eric Larson et Joshua Meador, ce dernier ayant surtout assisté Larson pour les effets de fumée. Sa principale caractéristique réside dans les interactions entre ses propos et la fumée qu'il dégage. Il peut donner à la fumée de son narguilé la forme de cercles mais aussi des lettres prononcées (d'où certaines difficultés d'adaptation : O-R-U, « Who are you ? » en anglais, devient par exemple « Oh, quel R (air) étrange ! » en version française), voire d'illustrations de ses propos (ex. le crocodile). La Chenille mesure 3 pouces (8 cm), soit autant qu'Alice à ce moment-là, et est fière de chacun d'eux. Sa présence permet de nombreux gags à la fois avec la fumée mais aussi avec ses trois paires de bras et de jambes. Dans cette même scène, l'équipe des effets sonores a dû imaginer un son pour la toile d'araignée et c'est Jim MacDonald qui a finalement trouvé l'effet évoquant cette structure.

#### Tweedle Dee et Tweedle Dum, le Dodo et le Lézard
Tweedle Dee et Tweedle Dum ont tous deux été interprétés dans la version originale par J. Pat O'Malley et leur animation supervisée par
Ward Kimball. Leur nom est écrit sur le col de leur chemise, de plus Tweedle Dum est affligé d'une légère dyslalie (« zozotement »). Ils sont tous deux ballonnés, mal-aimables et tentent d'initier Alice aux bonnes manières avec une leçon assez futile, tout en la traitant de « gauche ». Ils sont pour Pinsky les archétypes de générations de politiciens. Au début et à la fin de leur conte moral (Le Morse et le Charpentier), le visage de Tweedle Dee devient le Soleil tandis que Tweedle Dum devient la Lune.
Le Dodo (animal déjà disparu à l'époque de Carroll), qui se présente comme « un homme de la mer », est aussi conseiller du Lapin blanc et maître de cérémonie de la « course saugrenue ». Pour Grant, sa présence non indispensable est seulement justifiée par la continuité du scénario.
Bill le lézard n'a pas un grand rôle mais il est chargé de sauver Alice, devenue géante, de la maison du Lapin blanc. Malheureusement pour lui, en nettoyant la cheminée, un peu forcé par le Dodo, il provoque un nuage de suie qui fait éternuer Alice et propulse le pauvre Bill en dehors de la scène. Le Dodo et Bill le lézard ont été animés par Wolfgang Reitherman,.

#### Le Morse, le Charpentier et les huîtres
Les personnages du Morse et du Charpentier apparaissent dans l'histoire racontée par Tweedle Dee et Tweedle Dum (une comptine selon Grant). Eux aussi interprétés par O'Malley et supervisés par Ward Kimball, ils devisent le long de la plage et se découvrent une différence d'éthique au sujet du travail. Le Morse se fâche contre le Charpentier mais, lorsque ce dernier aperçoit un banc de jeunes huîtres (représentées avec des langes), leur mésentente disparaît. Les deux comparses s'associent pour les amadouer dans le but de les dévorer plus facilement. Mais le Morse parvient à doubler le Charpentier et gober seul le fruit de leur pêche, ce qui finit par une course-poursuite sur la plage. L'aspect physique des deux personnages peut constituer un indice sur le dénouement de l'histoire, le Morse, aussi enrobé que le Charpentier est maigre, semblant manger plus souvent que son comparse.
Dans cette séquence, le « r » du mot « march » (« mars » en anglais) sur le calendrier s'inscrit en gros à l'écran, en référence à la tradition selon laquelle on ne peut manger des huîtres que durant les mois qui possèdent la lettre « r ».

#### La cour de cœur: Reine, Roi et cartes

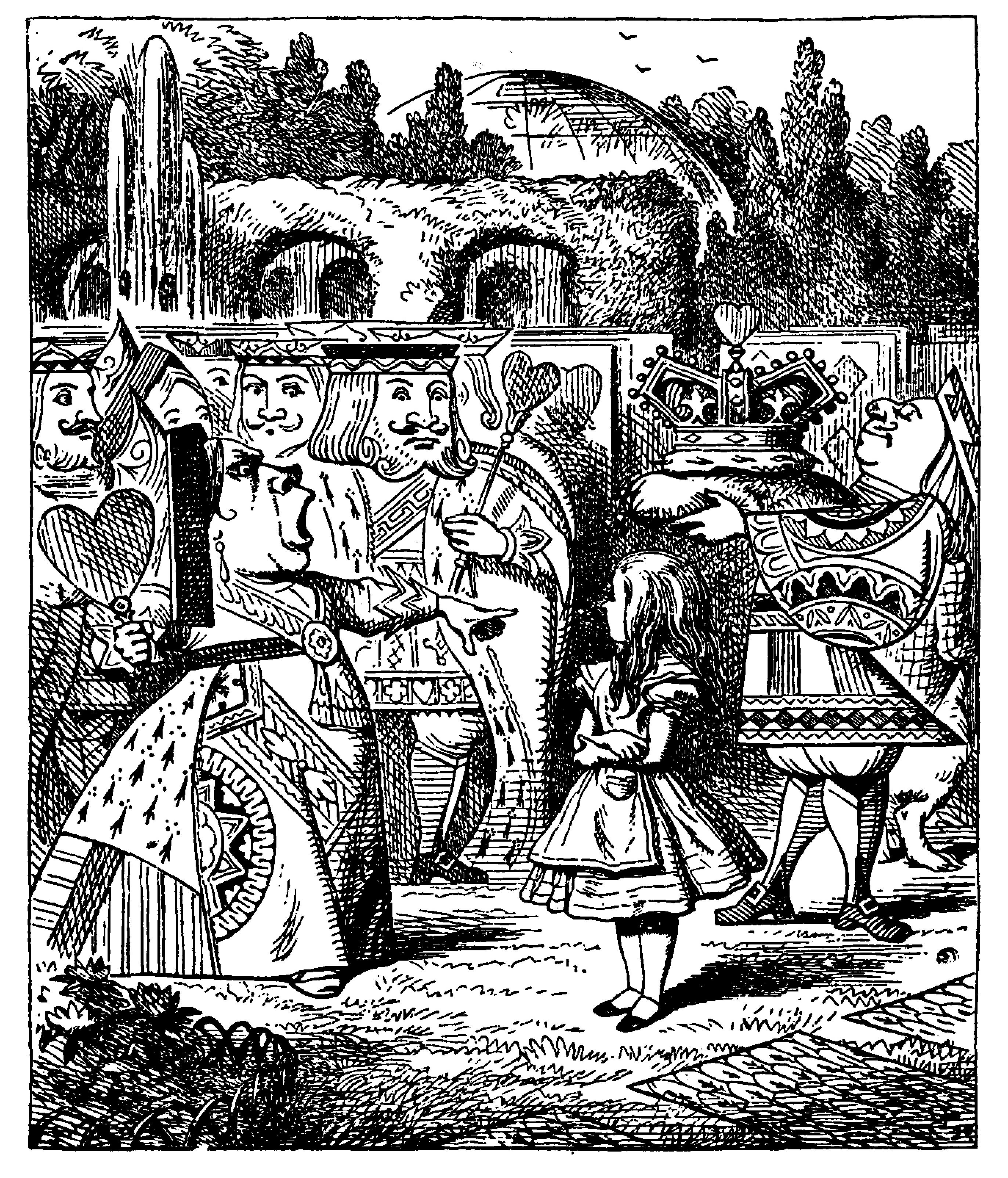
La cour de cœur, illustration de John Tenniel (1865).

La Reine de cœur, animée par Frank Thomas est un personnage bruyant, enrobé, qui terrorise tout le monde et a une forte propension à réclamer la tête de ses contradicteurs. Thomas, amateur de piano et lui-même pianiste, s'est inspiré pour le personnage de la Reine de cœur d'une célèbre pianiste jouant à Hollywood, « une véritable grosse pouffe, sans aucun style, dénuée de grâce et très autoritaire. » C'est le seul personnage clairement méchant du film avec son côté brutal et sa voix dure (celle de l'actrice Verna Felton, qui venait d'incarner la douce marraine-fée de Cendrillon). Elle est irrationnelle et imprévisible, passant de la rage au comportement infantile,.
Sa méchanceté n'est pas dirigée vers Alice, simplement vers tous ses contradicteurs. Le personnage, qui n'apparaît qu'à la fin du film, n'a pas véritablement été développé et reste le despote de son monde de cartes. Elle n'est donc pas une némésis du personnage principal. Elle n'a pas la beauté artificielle des sorcières de Blanche-Neige ou de la Belle au Bois dormant ou l'apparente bonhomie de Stromboli dans Pinocchio. Walt Disney a eu du mal à appréhender le personnage. Lors de sa conférence, Brian Sibley considère que « la furie incontrôlable de la Reine de cœur conçue par Carroll a été transformée [par Disney] en absurdité, par l'affichage indécent de ses dessous brodés extra-larges », lors de la scène de croquet, animée par Milt Kahl. C'est un méchant sans envergure, un « ersatz de méchant ».
Le Roi de cœur est un personnage de petite taille, sémillant mais esclave de la Reine, et peut-être celui qui est le plus apeuré par elle. Grant s'interroge sur le couple et les raisons de son existence mais la raison d'être du Roi est de fournir un contrepoint comique à son imposante épouse, à l'image des célèbres couples du caricaturiste français Albert Dubout. Le Roi (qui ressemble plus à un valet qu'autre chose) pense pourtant avoir une certaine autorité: il fait passer les ordres de la Reine pour les siens.
Les cartes et leurs mouvements sont l'œuvre de Kendall O'Connor. La scène de la marche des cartes, précédant l'arrivée de la Reine est pour Maltin « l'une des scènes les plus visuelle[ment mémorable]s, combinant des formes géométriques diverses sous des angles de vue variés ». Dans la liste des scènes mémorables, Maltin évoque également celle des fleurs qui chantent, ayant chacune des personnalités, des couleurs et des traits différents.

### Les acteurs
Selon Leonard Maltin, tous les personnages du film profitent énormément des acteurs qui leur ont donné leur voix et parfois plus. David Koenig liste de nombreux acteurs ayant été pressentis dès 1946 pour incarner les personnages imaginés dans les différents scénarios élaborés :
| Rôle                                          | Acteur                                                                                 |  | Rôle                                          | Acteur |
| --------------------------------------------- | -------------------------------------------------------------------------------------- |  | --------------------------------------------- | --- |
| White Rabbitt (Lapin blanc)                   | Bill Thompson, Ray Bolger, Charles Winniger, Victor Moore, Frank Morgan, Spencer Tracy |  | Cheshire Cat (Chat de Chester)                | Sterling Holloway, Peter Lorre, Edgar Bergen avec la voix de Charlie McCarthy, Phil Silvers, Claude Rains, Reginald Gardiner, Allyn Joslyn |
| March Hare (Lièvre de mars)                   | Jerry Colona, Ed Wynn, Phil Silvers, Red Skelton, Hugh Herbert, Stan Laurel            |  | Mad Hatter (Chapelier fou)                    | Ed Wynn, Raymond Walburn, Danny Kaye, Reginald Gardiner, Eric Blore, Charles Laughton, Walter Catlett, Oliver Hardy, Spike Jones           |
| Gryphon (Griffon)                             | Jack Carson, Arthur Treacher, Alec Templeton                                           |  | Mock Turtle (Simili-tortue)                   | Richard Haydn, Rudy Vallée |
| Dodo                                          | Bill Thompson, Nigel Bruce, Reginald Owen, Percy Kilbride                              |  | The Mouse (Souris)                            | Donald Meek, Irving Bacon, Henry Travers                                                                                                   |
| Dormouse (Loir)                               | Jim MacDonald, Stu Erwin, Franklin Pangborn, Charles Ruggles, Roland Young             |  | Bill the Lizzard (Lézard)                     | Larry Grey, Edgar Bergen avec la voix de Mortimer Snerd, Allen Jenkins                                                                     |
| Caterpillar (Chenille)                        | Richard Haydn, Sidney Greenstreet, Charles Coburn, Will Wright                         |  | Pigeon                                        | Queenie Leonard, Cass Daley, Spring Byington, Una O'Connor, Beatrice Lillie                                                                |
| White Knight (Chevalier blanc)                | Victor Moore, Spencer Tracy, Walter Brennan, Kenny Baker                               |  | Tweedledee / Tweedledum                       | J. Pat O'Malley, Jack Benny/Fred Allen |
| Lion                                          | Jerry Colona, Jimmy Durante                                                            |  | Unicorn (Licorne)                             | Bob Hope, Garry Moore |
| Humpty Dumpty                                 | Red Skelton, Cliff Nazzaro, John Carradine, Orson Welles                               |  | Frog Footman (Majordome grenouille)           | Georges Barrier, Billy Gilbert, Percy Kilbride                                                                                             |
| Duchess (Duchesse)                            | Beatrice Lillie, Charlotte Greenswood, Helen Broderick, Sophie Tucker, Billie Burke    |  | Cook (Cuisinière)                             | Cass Daley, Martha Raye, Betty Hutton |
| Rose Painting Gardener Card 1 (Carte-peintre) | The Mellomen, Bing Crosby                                                              |  | Rose Painting Gardener Card 2 (Carte-peintre) | The Mellomen, Bob Hope |
| Pig Baby (Porcelet)                           | Fanny Brice                                                                            |  | Knave (Valet de cœur)                         | Reginald Gardiner, Phil Silvers, Ray Noble, Frank Sinatra, David Niven                                                                     |
| Queen (Reine de cœur)                         | Verna Felton, Elsa Lanchester, Betty Hutton, Agnes Moorehead, Marjorie Main            |  | King (Roi de cœur)                            | Drink Trout, Raymond Walburn |

### Finalisation et promotion du film
Après cinq ans de travail, le budget du film atteint les 3 millions USD. À la demande de la NBC, Disney produit une émission télévisée spéciale pour Noël 1950 nommée One Hour in Wonderland qui reprend le principe de Mickey et le Haricot magique de Coquin de printemps (1947) présentée par Edgar Bergen et ses marionnettes Mortimer Snerd et Charlie McCarthy. Elle se présente comme une fête aux studios Disney durant laquelle les enfants découvrent des extraits de Blanche-Neige et les Sept Nains, de Mélodie du Sud, quelques courts métrages de Donald Duck, Pluto et Mickey Mouse, un morceau de jazz interprété par le groupe d'animateurs Firehouse Five Plus Two et une « mise en bouche » de 5 minutes d’Alice. Les extraits d’Alice contiennent quelques séquences d'animation et des enregistrements de Kathryn Beaumont jouant Alice. L'émission sponsorisée par la Coca-Cola Company a coûté 125 000 USD, dont 100 000 USD payés exclusivement par Coca-Cola selon Neal Gabler.
Selon un commentateur, le fait d'avoir annoncé à la télévision la sortie du film avec des extraits aurait généré à lui seul un million des revenus en salles du film. Walt avait déjà envisagé en mars 1950 la production de ses propres émissions de télévision, notamment pour diffuser ses courts métrages d'animation. La télévision devient un « point de vente » pour Disney. C'est le début de ce qui sera désormais appelé la « machine commerciale Disney » et produira de nombreuses publicités telles qu'une page pseudo-informative dans le Life Magazine du 22 janvier 1951.
En avril 1951, Walt Disney écrit à son producteur Perce Pearce et annonce que « tout s'arrange... le film devrait satisfaire tout le monde à l'exception des éternels mécontents. » En mai 1951, avant la première sortie du film, Riley Thompson publie l'histoire d'Alice dans le magazine Four Color Comics no 331.
Peu avant la sortie du film, une société de distribution cinématographique décide de diffuser aux États-Unis l'adaptation franco-britannique avec marionnettes d'Alice réalisée par Marc Maurette, Dallas Bower et Louis Bunin, Alice au pays des merveilles, sorti à Paris en 1949,,. Disney, voulant protéger son film, saisit les tribunaux pour demander que la sortie du film franco-britannique soit repoussée de 18 mois au motif que la sortie de son propre film était prévue dès 1938,,. Karl Cohen évoque à la même période un échange de courrier entre les studios et Joseph I. Breen, directeur de la Production Code Administration, dans lequel Breen évoque seulement sa sympathie envers Disney. La justice américaine n'a pas accepté la demande de Disney, l'œuvre originale étant tombée dans le domaine public. Le film de marionnettes sortit donc le même jour, mais fut éclipsé par le film de Disney. Pour Grant, cet épisode judiciaire fait partie des taches dans l'histoire Disney.

## Sortie et accueil
La première d'Alice a lieu le 26 juillet 1951 au Leicester Square Theatre de Londres en présence de Walt Disney et de Kathryn Beaumont. Il sort dans la foulée aux États-Unis. Life Magazine écrit que Walt Disney devait tôt ou tard s'attaquer à Alice et le film risquait de provoquer un choc pour les habitués des illustrations de John Tenniel. Mais il ajoute que les enfants verraient dans le lapin blanc et le chat de Chester des amis du même genre que Mickey Mouse,. L'actrice Kathryn Beaumont figure en première page du Paris Match no 144, spécial Noël, paru le 22 décembre 1951.
Mais pour diverses raisons (voir ci-dessous), il n'attire pas le public, et provoque un million USD de pertes, réduisant d'autant les profits de Cendrillon. Selon Beck, les pertes aux États-Unis s'élèvent à deux millions USD et ce seraient les revenus à l'international qui réduisent les pertes, les divisant par deux. Maltin précise que la sortie du film-homonyme de marionnettes créa la confusion dans certaines villes où les deux étaient diffusés mais n'affecta en aucune manière le résultat général au box-office.

### Éclipse et changement de stratégie

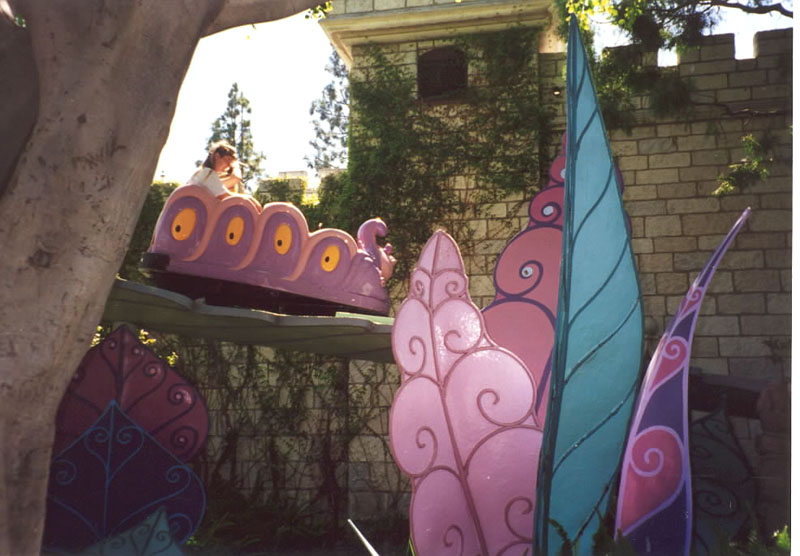
L'attraction Alice in Wonderland à Disneyland.

Conséquence des mauvais résultats en salle (une première pour Disney), la société phonographique Decca Records, qui avait contacté Disney pour éditer la musique du film en 78 tours et 45 tours avec des chansons interprétées par Ginger Rogers, renonce au projet.
Une autre conséquence — inédite — est la décision des studios de ne pas intégrer Alice au programme de ressorties régulières en salle des longs métrages d'animation mais de le diffuser à la télévision. En 1954, lors de l'émission Disneyland, une version écourtée est présentée en deux parties,. Cette diffusion permet aux studios de récolter 14 500 USD mais aussi de promouvoir le parc à thème Disneyland alors en construction.
À l'ouverture du parc, le 17 juillet 1955, une attraction s'inspire du film dans la zone dédiée aux longs métrages d'animations, Fantasyland : le célèbre manège de tasses Mad Tea Party,. Le 14 juin 1958, une seconde attraction dédiée à Alice au pays des merveilles ouvre à Fantasyland,, Alice in Wonderland, et c'est Kathryn Beaumont qui en assure la narration.
En 1956, le label Disneyland Records, filiale du studio, décide de produire lui-même l'album d’Alice annulé par Decca en 1951. Mais le support est mal adapté aux musiques du film, souvent courtes, sans début ou fin précis, donnant un aspect fragmentaire à l'album. La solution pour résoudre ce problème est l'enregistrement d'une nouvelle piste sonore, technique banalisée pour les musiques issues du monde télévisuel ou cinématographique sous le terme d'« enregistrement studio » ou « seconde troupe ». Dans cet album, c'est l'actrice et mouseketeer Darlene Gillespie qui chante les trois solos d'Alice. Tim Hollis et Greg Ehrbar indiquent que normalement ce type d'album est vendu moins cher dans le commerce mais pour Alice, cela ne fut pas le cas. D'autres titres ont été interprétés séparément par des chanteurs comme Rosemary Clooney ou Doris Day, offrant au film une autre forme de succès.
Le thème d'Alice a à nouveau été repris par la suite par les studios Disney : en 1959, c'est au tour de Donald Duck de vivre des aventures proches de celles d'Alice dans Donald au pays des mathémagiques.

### Un film-culte pour les hippies
À la fin des années 1960, le film retrouve un regain d'intérêt auprès de la population étudiante et universitaire,. À partir de 1971 en effet, à la surprise de la compagnie, les demandes de location au format 16 mm affluent, principalement en provenance des associations cinématographiques américaines,,,.
Grant explique le regain d'intérêt pour le film dans les années 1970 par une convergence avec la culture psychédélique hippie. Pour Brode, Alice au pays des merveilles est, avec la séquence des éléphants roses de Dumbo (1941), à classer dans les bases de la mouvance hippie. En servant de « prototype pour les expériences de drogue des années 1960 », ces deux œuvres constituent en quelque sorte un prélude, peut-être même la source d'inspiration, au groupe Merry Pranksters. Brode note que certaines scènes du film ont eu des interprétations connotées comme la phrase « On peut apprendre plein de choses des fleurs » ou la scène de la Chenille sur son champignon.
Une rétrospective Disney a lieu à l'été 1973 au Lincoln Center de New York et, en raison du succès des deux présentations d'Alice, la ressortie du film au cinéma est programmée dès le printemps 1974. Koenig rapproche ce succès tardif de celui connu par Fantasia (1940) lors de sa ressortie en 1969, motivé par son univers graphique et sonore proche de l'influence des psychotropes hallucinogènes,. Malgré le fait que le film n'ait connu aucune ressortie entre 1957 et 1974, la bande originale dirigée par Tutti Camarata est restée disponible chez Walt Disney Records.

### Une exploitation acceptée
Alice au pays des merveilles est le second long métrage d'animation Disney à sortir en vidéo (mais seulement à la location) en octobre 1981, précédé par Dumbo en juin 1981. Le film rejoint alors les autres productions Disney malgré sa longue absence des rééditions et ressorties. Pour Sébastien Roffat, Alice fait désormais partie des longs métrages d'animation du début des années 1950 avec lesquels Disney retrouve son public.
Le 24 décembre 1988, le film est diffusé sur ABC.
En avril 2007, Walt Disney Pictures demande au réalisateur Joe Roth et à la scénariste Linda Woolverton de développer un film en prise de vue réelle sur Alice. En novembre 2007, Tim Burton signe avec Disney pour réaliser deux films avec la technologie Disney Digital 3-D dont la nouvelle adaptation d'Alice. En 2010, le film Alice au pays des merveilles, réalisé par Tim Burton et mélangeant prises de vues réelles et images de synthèse sort en salle et se présente comme une suite au film en animation, l'action se passant alors qu'Alice est une jeune fille de 19 ans.

## Analyse
Le film fut largement critiqué à sa sortie et pour cette raison, ne bénéficia pas d'autant de ressorties au cinéma que les autres,. Walt Disney lui-même déclara qu'il n'appréciait pas le film. Avec Alice aux Pays des Merveilles puis Peter Pan, Walt Disney a découvert que les critiques sont plus vives quand l'histoire provient d'une seule source littéraire connue. Robin Allan parle non pas d'adaptation mais d'appropriation. Pour Finch, cela est dû au fait que le film n'a pas réussi à capturer l'essence du livre de Lewis Carroll, bien que certaines animations soient merveilleusement surréalistes. En revanche pour Grant, ces critiques sont sans raisons et se sont transformées avec le temps en éloges, notamment sur la justice rendue à l'œuvre de Lewis Carroll.

### Un film désavoué par Walt Disney
Pour Walt Disney, le film était empli de personnages insensés qu'il n'était pas possible d'utiliser et « même Alice n'était pas sympathique ». Il attribuait son mauvais résultat au manque de « cœur », de « pathos » d'Alice,,. D'après Bob Thomas, Walt a été confronté aux réticences de plusieurs de ses collaborateurs et n'a pas réussi à imposer ce qu'il ressentait. D'après Richard Schickel, Walt ne voyait Alice que comme une jeune fille collet monté, manquant d'humour et entièrement passive dans l'histoire. Pour Sean Griffin, le personnage d'Alice selon Disney est moins indépendant et volontaire que celui de Lewis Carroll. Alice est une touriste au Pays des merveilles et les numéros des personnages secondaires ne parviennent pas à rendre divertissantes les leçons de morale de l'histoire, faisant du film, selon Grant, un spectacle de vaudeville par la surcharge d'éléments anecdotiques.
Plusieurs membres du studio, en dehors de Ward Kimball, partagent la vision de Disney. Robin Allan recense les déclarations suivantes :
- Jim Algar : « Il avait rendez-vous avec le destin… mais, je ne pense pas que Walt avait trouvé un moyen d'appréhender [le film][16]. »
- Ken Anderson : « Aucun de nous n'avait compris [l'œuvre][16]. »
- Milt Kahl : « Une histoire affreusement creuse, le film n'avait aucune substance[16]. »
- Bill Cottrell : « Cela ne semblait pas couler[16]. »
- Marc Davis : « Le film ne rend pas justice à l'œuvre originale[16]. »
- Joe Grant : « Walt ne pouvait comprendre une idée insensée et… l'idée de rythme fait défaut à Alice[16]. »

Ollie Johnston résume les racines de l'insuccès du film durant la production par le fait que Walt Disney rendait l'équipe coupable de ne pas avoir mis de cœur à l'ouvrage, que c'était trop mécanique. L'équipe faisait de même à propos de Walt mais, selon Johnston, c'était la faute de tous. Johnston et Frank Thomas estiment que « le film manquait avant tout de l'imagination de Carroll, de la direction inspirée à laquelle l'équipe était habituée de la part de leur patron (Disney) et de la rigueur coutumière apportée à la structure de nos dessins animés. » Pour Bob Thomas, Walt Disney a tenté l'impossible : plaire aux puristes de Carroll tout en réalisant un divertissement populaire. Résultat, les Britanniques ont attaqué les libertés prises par les scénaristes tandis que le public américain n'a pas adhéré. Grant trouve trois raisons à cet échec : la première est l'impossible cohabitation de deux génies créatifs (Carroll et Disney). La seconde est que l'œuvre de Lewis Carroll est très difficilement assimilable en 75 minutes,. La troisième est qu'elle repose sur l'imagination du lecteur et qu'en proposant des images cristallisant le monde fabuleux de Carroll, le film subvertit l'essence du livre.
Pour Pinksy, le problème d'Alice est qu'il existe de trop nombreuses interprétations différentes du personnage et que son portrait est trop intellectuel. Le film essaie trop d'être fidèle à l'origine en illustrant simplement une histoire classique au lieu de se l'approprier et de la transformer. Jimmy Johnson donne Alice au pays des merveilles comme exemple d'un film d'animation sans succès ni en salle ni musical qu'il oppose à Peter Pan (1953) et La Belle et le Clochard (1955) ayant eu, tous les deux, du succès en salle mais sans titre musical d'envergure.

### Une histoire fragmentée et des personnages pas assez réussis
Ward Kimball confirme les propos de Walt évoquant le fait que les réalisateurs des cinq séquences se sont disputé la palme de l'absurde, de la folie ou de l'insensé, ce que John Beck qualifie de « fragmentation narrative ». Beck considère que le film possède une trame narrative disjointe, fragmentée et, finalement, le public ne fait que regarder une jeune fille frustrée aux prises avec un asile psychiatrique en Technicolor. Johnston et Thomas évoquent eux un résultat disjoint très intéressant avec des grands moments de divertissement et des sections plus étranges. Leonard Maltin parle d’Alice comme le film le plus épisodique de Disney, au point d'avoir du mal à maintenir un rythme et une continuité. Maltin considère que la plupart des personnages du film — et notamment la scène du Morse et du Charpentier qu'il juge « incongrue » — sont des obstacles à la progression d'Alice et ses aventures, bien que la plupart ne lui soient pas hostiles (au contraire). Pour Grant, le fabuleux travail vocal et d'animation — comme la scène du Chapelier fou et du Lièvre de mars — a incité les scénaristes à modeler les personnages sur les acteurs plutôt que sur les modèles originaux. Steven Watts écrit que la production du film remonte aux années 1930 et peut être considéré comme inhérent à la tradition Disney finalement devenu un vaudeville surréaliste avec de forts moments d'humour débridé mais sans cohésion et chaleur.
Maltin reprend à son compte les propos de Disney sur le manque de chaleur du film et la sensation d'avoir simplement regardé un « cartoon » plutôt que d'avoir vécu une expérience particulière. Il ajoute que le public n'éprouve d'empathie à l'égard de l'héroïne ni pendant ni après le film. Eric Smoodin constate que, alors que les années précédentes avaient connu des hauts et des bas en termes d'acceptation, Cendrillon, puis Alice marquent un déclin général du dessin animé auprès des critiques cinématographiques.

### Un film trop surréaliste… ou pas assez
Robin Allan considère, dans son étude sur les emprunts de Disney à l'Europe, qu’Alice est la dernière œuvre expérimentale du studio et que ses racines sont plus dans les compilations des années 1940 que dans les contes traditionnels et l'art européens. En dehors du surréalisme, le film ne possède pas l'influence germanique des films du « Premier Âge d'or ».
Pour Beck, certains éléments du film sont méritoires tels que les couleurs développées par Mary Blair ou la séquence comique et bien rythmée de la fête de non-anniversaire ; de même la scène des fleurs qui chantent est digne des meilleures Silly Symphonies. Mais pour Allan, le studio se répète : le Jardin des fleurs sauvages a déjà été évoqué dans Bumble Boogie (1948) et les arbres de la forêt dans laquelle Alice cherche le Lapin blanc sont des réminiscences de Johnny Pépin-de-Pomme et À la gloire d'un arbre dans Mélodie Cocktail (1948).
Dans une critique cinématographique de 1957, Jonathan Routh écrit : « Dodgson [le vrai nom de Lewis Carroll] a toujours été ennuyé par les productions théâtrales d'Alice qui n'avaient jamais assez d'irréalisme, n'atteignant pas ce qu'il avait imaginé ou que Tenniel avait illustré. » Contredisant Routh, Joe Grant trouve au contraire que le film n'a pas réussi à attirer un public car il était « surréaliste sans le moindre remords ». Pour Grant, le public américain persiste à considérer les longs métrages d'animation Disney comme étant destinés aux enfants alors qu'une partie du public britannique, devenue adulte et préparée à cette forme d'extraction du réalisme, accepte de les voir comme ce qu'ils sont : de l'art.
Richard Shickel estime que le film reprend pour certaines séquences le principe inauguré avec Dumbo (1941), celui d'un long métrage réalisé comme un court, principe reproduit avec Peter Pan. Marc Davis développe un autre point de vue : « Alice est une jeune fille qui va sous terre dans un monde de fous et n'a même pas son chat pour l'aider ; elle n'attrape jamais le lapin et finalement, elle n'a même pas de personnalité. Nous avons raté quelque chose dans ce film. Je pensais que c'était à cause de l'animation mais maintenant je me rends compte que c'est la conception. Une petite fille seule dans une maison de fou. Comment voulez-vous construire quoi que ce soit [là-dessus] ? »
Mais les critiques ont aussi attaqué Disney pour son aspect trop réaliste, voire trivial. Ainsi pour le New Yorker le film montre « une incapacité aveugle à comprendre qu'un chef-d'œuvre littéraire ne peut être amélioré en ajoutant des petites chansons et qu'il semble plus adapté à un spectacle de puces savantes qu'à un effort majeur d'imagination. » La presse britannique n'est pas en reste et, le 4 août 1951, William Whitebait du New Statesman écrit « Ce film de Disney, sûrement le plus mauvais de tous, a résumé l'aventure à une pauvre série de tours et détours, répétant tous les « clichés » [en français dans le texte] du répertoire Disney. Cette ineptie de mille tonnes n'offre rien à part des désagréments. » Toutefois, quelques critiques semblent avoir apprécié le film tel que Richard Mallet de Punch : « Je l'ai trouvé assez agréable et drôle. Il me semble que l'atmosphère du rêve, indéniablement une composante de l'histoire d'Alice, a été retranscrite de la bonne façon, bien que de nombreux détails précis aient été inventés et non repris de Carroll ou Tenniel. »
Richard Shickel écrit que le style des studios Disney à l'époque était si inflexiblement réaliste, si dur et si visiblement le résultat d'un système industriel caractéristique, qu'il était incapable de rendre compte de plus que les grandes lignes d’Alice et de Peter Pan, ce que Grant considère comme une affirmation incroyable au sujet d’Alice et inacceptable pour Peter Pan.

### Impact psychologique et social
Claudia Mitchell et Jacqueline Reid-Walsh, dans la section sur l'impact de Disney sur les jeunes filles de la naissance à l'adolescence, évoquent Alice en ces termes : « Le sujet d'Alice traite de l'exploration d'un monde imaginaire plein de merveilles illogiques. Du point de vue de l'enfant, le monde qui l'entoure est magique et étrange, souvent extrêmement incompréhensible ; le sujet [de l'histoire] est donc une tentative d'identification avec cette confusion enfantine et un encouragement à découvrir la vie. De façon évidente, tout Alice traite de la rencontre de personnages étranges dans des lieux étranges. Mais ce thème est récurrent dans de nombreux « classiques Disney » : le voyage de Pinocchio dans le ventre de la baleine, le rêve des éléphants roses de Dumbo, Peter Pan au pays imaginaire […] Ce voyage dans le monde de l'étrange offre de nouvelles perspectives à la vie. La plupart du temps, les héros Disney ne retrouvent pas le monde réel en admettant, tels Dorothy dans Le Magicien d'Oz, que « rien ne vaut son foyer ». Les protagonistes des classiques Disney se font une idée neuve de la vie à travers la magie de la fantaisie. De manière figurative, le « pays des merveilles » selon Walt Disney, c'est Disneyland. » Douglas Brode rapproche la situation d'origine d'Alice à une forme de nostalgie avec le Londres victorien, contrepartie britannique de l'Amérique au tournant du XXe siècle cher à Walt Disney, comme l'atteste la zone Main Street, USA du parc Disneyland. Brode ajoute que le fait qu'Alice dépose une guirlande de fleurs sur la tête de son chat est plus motivé par une émotion romantique que par l'intellect néoclassique. Pour Pinsky, Alice traite de l'éducation traditionnelle « lassante » basée sur les livres, qui propose « une déviation de la réalité qui désoriente [l'enfant] ». Brode évoque un élément similaire en associant au passé l'image de la grande sœur d'Alice refermant un livre.
Avec Alice, les studios reprennent un concept récurrent déjà à l'œuvre dans Blanche-Neige, Pinocchio, Bambi, Cendrillon et une moindre mesure Dumbo : celui de la « mère absente » tel que le nomment Lynda Haas, Elizabeth Bell et Laura Sells, à savoir un personnage principal sans présence maternelle.
La scène du Morse et du Charpentier expose une morale sous-jacente : pour Pinsky, si l'on quitte sa mère et le monde connu pour l'inconnu, on risque d'être confronté au danger (Brode ajoute une interprétation de cannibalisme à la scène, les bébés huîtres étant dévorés par le Morse et le Charpentier). Dans ce monde, Alice doit boire des boissons inconnues — du poison selon elle — qui ont des effets étranges, tout cela parce qu'elle a suivi un personnage qui courait à une réception où elle n'était pas invitée.
Si la scène des fleurs est une approche de la notion d'harmonie afin de repousser l'anarchie, ou du moins la cacophonie des fleurs voulant chanter chacune sa chanson, le monde recherché par Alice qui, comme elle le dit elle-même, ne suit pas les conseils qu'on lui donne, est celui de la confusion personnifiée par la Chenille, le Chat du Cheshire et le Chapelier Fou.
Quant à la Reine de cœur, c'est pour Pinsky une méchante caractéristique de l'univers Disney : grosse, grotesque et bruyante, elle est une vision du totalitarisme selon Disney. La rencontre entre Alice et la Reine de cœur est l'occasion pour Alice d'apprendre les règles de la politique et de la bienséance en monarchie, la première étant que le souverain a toujours raison. La propension de la reine à requérir des exécutions serait, selon Pinsky, un côté stalinien, qui évoque pour lui les procès de Moscou des années 1930 dont le mot d'ordre serait « la sentence d'abord, le verdict ensuite ». La fête royale pour laquelle les cartes doivent peindre les roses blanches en rouge aurait ainsi tout du village Potemkine.
Pinsky compare la scène de Matrix (1999) où Morpheus propose à Neo une pilule rouge et une bleue à celle des potions rétrécissantes d'Alice, ce que confirme le personnage de Cypher.

## Adaptations et produits dérivés
Poursuivant le principe entamé avec Blanche-Neige, le studio a publié l'histoire du film sous la forme de bandes dessinées. La plus ancienne publication est un comic publié le 13 avril 1951 avec un scénario de Del Connell, sur des crayonnés de Riley Thomson et un encrage de Bob Grant.

### Cinéma et télévision
En 1954, une version écourtée du film est diffusée en deux parties dans l'émission Disneyland,.
En août 1989, un court métrage éducatif des studios Disney, Writing Magic: With Figment and Alice in Wonderland (16 min) traite de l'écriture.
À partir du 6 septembre 1991, et jusqu'en 1995, Disney Channel a produit et diffusée une série intitulée Adventures in Wonderland avec Elisabeth Harnois jouant Alice.
En 2022, la série d'animation 3D Alice et la pâtisserie des merveilles (Alice's Wonderland Bakery) est diffusée sur Disney Junior. La série met en scène Alice, l'arrière-petite-fille de l’héroïne d'origine.

### Disques
En 1956, Disneyland Records enregistre ce qui est officiellement, pendant de nombreuses années (bien qu'entièrement réenregistré en studio), l'album de la bande originale du film, chantée par Darlene Gillespie avec les chœurs et l'orchestre de Tutti Camarata :
D'autres titres ont été interprétés séparément de cet album par des chanteurs comme Rosemary Clooney ou Doris Day.
À la fin des années 1960, un livre-disque comprenant un disque 33 tours et un livret de 24 pages a été publié dans la série Little Golden Books Un livre-disque en version française a été édité en 1968, narré par Caroline Cler sur des paroles de Louis Sauvat.

### Bandes dessinées
Le film est adapté aux États-Unis par Del Connell et Riley Thompson. Cette version a été republiée en juin 1974 dans le magazine Walt Disney Showcase. D'autres adaptations ont été réalisées comme le feuilleton quotidien de par Manuel Gonzales et Dick Moores paru entre septembre et décembre 1951, puis par des auteurs anglais et français anonymes. Mark Arnold mentionne un one-shot en 1984.

### Parcs d'attractions

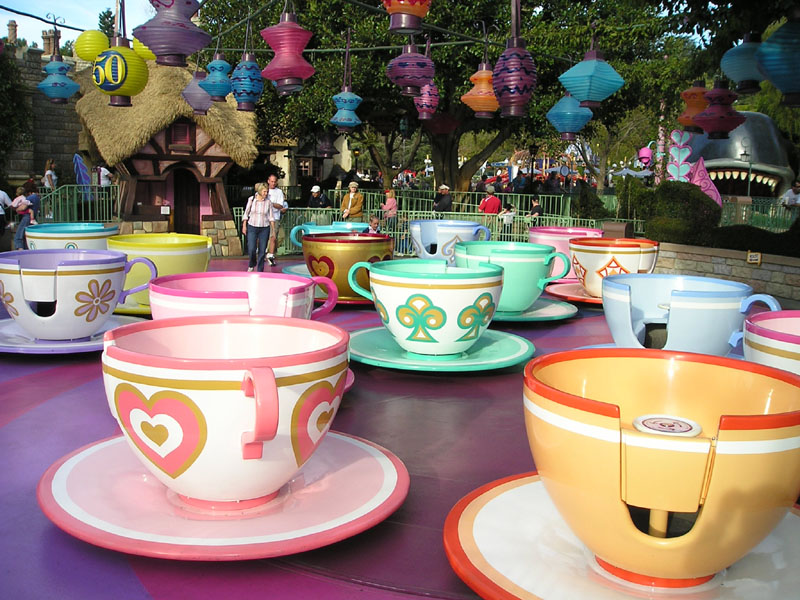
Les célèbres tasses à thé de Disneyland

Dans les parcs Disney, Alice est présente sous plusieurs formes :
- Mad Tea Party, le célèbre manège inauguré le 17 juillet 1955 à Disneyland et reproduit dans les quatre autres royaumes enchantés de Disney : Magic Kingdom (1971), Tokyo Disneyland (1983), Disneyland Paris (Paris, 1992) et Hong Kong Disneyland (2005) ;
- Alice in Wonderland, un parcours scénique ouvert à Disneyland en 1958 ;
- Alice's Curious Labyrinth, un labyrinthe végétal à Disneyland Paris ouvert en 1992. Une nouvelle version de cette attraction basée sur le film de 2010, Alice in Wonderland Maze a ouvert à Shanghai Disneyland.

La parade électrique Main Street Electrical Parade et sa déclinaison Disney's Electrical Parade comportent un ou plusieurs chars sur le thème d'Alice.
Un spectacle a été adapté au parc Disneyland sur l'univers d'Alice: Alice et la reine de coeur : Retour au pays des merveilles depuis le 25 mai 2024. Ce spectacle est du genre Pop-Rock et propose deux fins différentes selon les représentations.

### Jeux vidéo
- Alice no Paint Adventure, un atelier de dessin édité par Epoch et sorti sur Super Nintendo et Saturn en 1995 uniquement au Japon[159].
- Alice In Wonderland, un jeu de plates-formes édité par Disney Interactive sur Game Boy Color sorti aux États-Unis le 4 octobre 2000[160] et en France en février 2001[161]. Namco et Ubisoft 26 mars 2002 sur PlayStation 2 et sur GameCube le 24 juillet 2002 et le 6 avril 2005 sur Xbox 360 par Sega et sur PlayStation 3 Xbox 360 et Wii le 20 avril 2011 Edition 60e Anniversaire par Capcom.
- Dans le jeu vidéo Kingdom Hearts de Square Enix, le Pays des merveilles est un monde récurrent. Dans le jeu premier du nom, Alice est accusée de vouloir voler le cœur de la Reine de cœur, et se fait enlever mystérieusement[162]. Les héros du jeu devront la retrouver dans la Forteresse Oubliée. Alice est l'une des sept « princesses de cœur » du jeu. Dans Kingdom Hearts: Chain of Memories, le niveau réapparaît, avec une histoire légèrement modifiée[163]. Le nom d'Alice réapparaît dans la suite du jeu Kingdom Hearts 2. De plus le monde est accessible également dans Kingdom Hearts: 358/2 Days (exploré par Roxas souvent accompagné de Luxord) et Kingdom Hearts: ReCoded où les bugs du journal de Jiminy font perdre la mémoire aux habitants du Pays des Merveilles (Sora devra aider Alice à retrouver la mémoire afin de trouver la serrure).
- American McGee's Alice, sorti en 2000, propose une version horrifique du pays des merveilles. Tout comme son deuxième opus : Alice Madness Returns, sorti en 2011.